# Chalon-sur-Saône
Pour les articles homonymes, voir Chalon.
Chalon-sur-Saône (prononcé : /ʃa.lɔ̃.syʁ.son/) est une commune française située dans le département de Saône-et-Loire en région Bourgogne-Franche-Comté.
Avec ses 44 592 habitants au dernier recensement de 2022, Chalon-sur-Saône est, en nombre d'habitants, classée 147e (sur 35 357 communes) ville de France ; la plus peuplée de Saône-et-Loire (devant Mâcon, le chef-lieu), 4e ville de la région Bourgogne-Franche-Comté (après Dijon, Besançon et Belfort, devant Auxerre et Nevers) et 2e ville de l'ancienne région Bourgogne. Elle est la plus densément peuplée de Saône-et-Loire, avec près de 3 000 habitants/km2.
La communauté d'agglomération dénommée Le Grand Chalon comptait, en 2017, 113 920 habitants et son aire urbaine 135 499 habitants.

## Toponymie

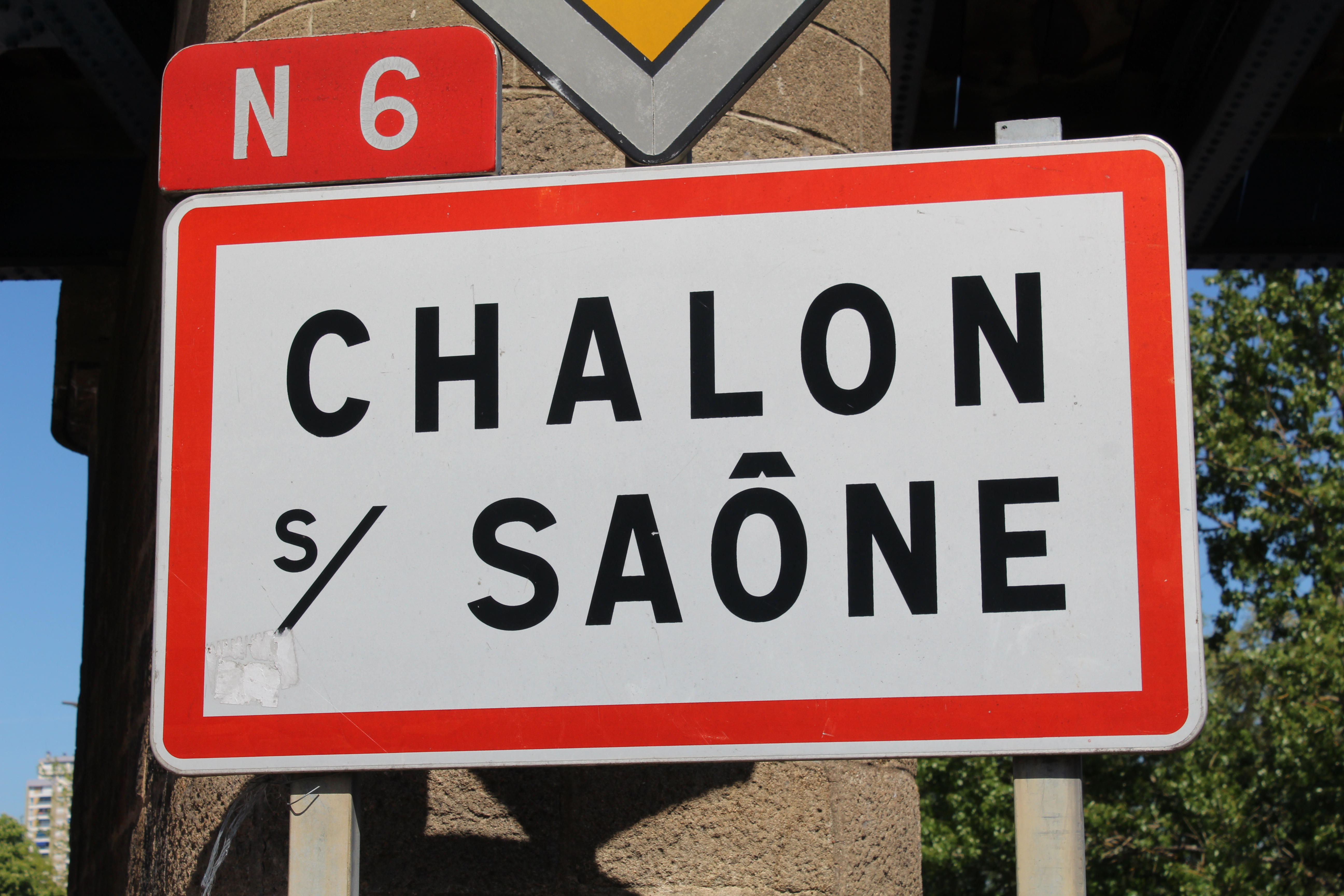
Panneau d'entrée dans Chalon.

Le nom de la localité est attesté sous la forme Cavillonum, Cabillonum au Ier siècle av. J.-C. (Jules César), Cabiloninsis urbis en 779.
Le radical vient du ligure Cav- / Cab- ou Caball-, « hauteur » ou du celtique (gaulois) caballos « cheval ». Le sens originel de la localité est donc : soit « lieu sur la hauteur », soit « haras », les Gaulois s'étant consacrés avec passion à l'élevage des chevaux et le terme cheval étant issu du bas latin caballus, emprunté au gaulois caballos qui a supplanté le latin classique equus.

## Géographie et localisation
Chalon-sur-Saône est située à l'est de la France, à environ 54 km au nord de Mâcon, 60 km au sud de Dijon, 101 km au sud-ouest de Besançon, 115 km au nord de Lyon et 296 km au sud-est de Paris à vol d'oiseau. Elle se trouve également à seulement 100 km de la frontière franco-suisse et 120 km de la ville de Genève.
Bâtie sur les bords de Saône il y a plus de 2 000 ans, après avoir été base navale dans l'Antiquité, lieu de grandes foires pendant le Moyen Âge et centre de négoce des temps modernes et à l'époque contemporaine, Chalon-sur-Saône est aujourd'hui sous-préfecture de Saône-et-Loire, première ville du département en nombre d'habitants.

### Communes limitrophes
| Champforgeuil     | Fragnes-La Loyère | Crissey                         |
| Châtenoy-le-Royal | Chalon-sur-Saône  | Châtenoy-en-Bresse Saint-Marcel |
| Saint-Rémy        | Lux               | Saint-Marcel                    |

Deux communes ont été rattachées à Chalon-sur-Saône : Saint-Cosme le 2 mai 1855 et Saint-Jean-des-Vignes le 15 janvier 1954.

### Géologie
Les sols ont pour origine l'ère du quaternaire ancien et du quaternaire récent (bord de Saône).

### Hydrographie
La ville est arrosée par la Saône dont les crues ont parfois été dévastatrices, comme celle de novembre 1840 avec des hauteurs d'eau mesurées aux échelles à 7,28 m, soit plus de 6 m et 5,5 m au-dessus du niveau normal.
Le 26 mai 1991, les deux principaux ponts enjambant la Saône à Chalon-sur-Saône ont été baptisés :
- pont de Bourgogne pour le pont nord, sur proposition de Dominique Perben, maire de Chalon-sur-Saône ;
- pont de Bresse pour le pont sud, sur proposition de René Beaumont, président du Conseil général de Saône-et-Loire.

### Climat
Pour des articles plus généraux, voir Climat de la Bourgogne-Franche-Comté et Climat de Saône-et-Loire.
En 2010, le climat de la commune est de type climat océanique dégradé des plaines du Centre et du Nord, selon une étude du Centre national de la recherche scientifique s'appuyant sur une série de données couvrant la période 1971-2000. En 2020, Météo-France publie une typologie des climats de la France métropolitaine dans laquelle la commune est dans une zone de transition entre le climat océanique altéré et le climat océanique altéré[Quoi ?] et est dans la région climatique Bourgogne, vallée de la Saône, caractérisée par un bon ensoleillement (1 900 h/an), un été chaud (18,5 °C), un air sec au printemps et en été et des vents faibles.
Pour la période 1971-2000, la température annuelle moyenne est de 11,2 °C, avec une amplitude thermique annuelle de 18,1 °C. Le cumul annuel moyen de précipitations est de 827 mm, avec 10,4 jours de précipitations en janvier et 7,2 jours en juillet. Pour la période 1991-2020, la température moyenne annuelle observée sur la station météorologique de Météo-France la plus proche, « Saint-Marcel », située à Saint-Marcel, à 3 km à vol d'oiseau, est de 12,3 °C et le cumul annuel moyen de précipitations est de 818,4 mm. 
La température maximale relevée sur cette station est de 41,8 °C, atteinte le 12 août 2003 ; la température minimale est de −20 °C, atteinte le 16 janvier 1985,,.
| Mois                                  | jan.           | fév.           | mars           | avril         | mai           | juin          | jui.           | août          | sep.          | oct.            | nov.          | déc.           | année     |
| ------------------------------------- | -------------- | -------------- | -------------- | ------------- | ------------- | ------------- | -------------- | ------------- | ------------- | --------------- | ------------- | -------------- | --------- |
| Température minimale moyenne (°C)     | 0,7            | 0,6            | 3,1            | 5,8           | 9,8           | 13,4          | 15,2           | 14,7          | 11,2          | 8,2             | 4             | 1,5            | 7,3       |
| Température moyenne (°C)              | 3,3            | 4,5            | 8,4            | 11,8          | 15,8          | 19,7          | 21,8           | 21,4          | 17,2          | 12,7            | 7,2           | 4              | 12,3      |
| Température maximale moyenne (°C)     | 6              | 8,3            | 13,6           | 17,7          | 21,8          | 26            | 28,3           | 28,1          | 23,2          | 17,2            | 10,4          | 6,5            | 17,3      |
| Record de froid (°C) date du record   | −20 16.01.1985 | −15 14.02.1991 | −11,1 01.03.05 | −4,5 08.04.03 | −0,5 06.05.19 | 4 04.06.01    | 6,5 02.07.1981 | 5 30.08.1998  | 1 30.09.1995  | −5,5 31.10.1997 | −9 23.11.1998 | −15,8 30.12.05 | −20 1985  |
| Record de chaleur (°C) date du record | 17 10.01.15    | 20,8 27.02.19  | 26 29.03.1989  | 30,3 16.04.07 | 34,4 29.05.05 | 38,6 27.06.19 | 41 31.07.1983  | 41,8 12.08.03 | 35,1 14.09.20 | 31 02.10.1985   | 22 12.11.18   | 19 16.12.1989  | 41,8 2003 |
| Précipitations (mm)                   | 61,4           | 48,2           | 51,1           | 60,8          | 76,2          | 66,2          | 68,6           | 69,6          | 71,7          | 87,3            | 90,7          | 66,6           | 818,4     |

| Diagramme climatique                                  |            |             |             |             |            |              |              |              |             |           |            |
| J                                                     | F          | M           | A           | M           | J          | J            | A            | S            | O           | N         | D          |
| 60,761,4                                              | 8,30,648,2 | 13,63,151,1 | 17,75,860,8 | 21,89,876,2 | 2613,466,2 | 28,315,268,6 | 28,114,769,6 | 23,211,271,7 | 17,28,287,3 | 10,4490,7 | 6,51,566,6 |
| Moyennes : • Temp. maxi et mini °C • Précipitation mm |            |             |             |             |            |              |              |              |             |           |            |

Les paramètres climatiques de la commune ont été estimés pour le milieu du siècle (2041-2070) selon différents scénarios d'émission de gaz à effet de serre à partir des nouvelles projections climatiques de référence DRIAS-2020. Ils sont consultables sur un site dédié publié par Météo-France en novembre 2022.

## Voies de communication et transports

### Voies routières
Les voies routières principales sont l'autoroute A6 et la route nationale 80 , tronçon nord-est de la  RCEA.

### Voies piétonnes et pistes cyclables
Le centre-ville est parcouru par des rues piétonnes. Chalon possède également des promenades cyclables et quelques pistes cyclables.

#### EuroVelo 6

Tracé de l'EV6.

L'EuroVelo 6 ou EV6, également connue sous le nom d' « eurovéloroute des fleuves », est une véloroute de type EuroVelo qui traverse Chalon-sur-Saône en reliant Saint-Nazaire à Constanţa. C'est la plus célèbre véloroute européenne, longue de 3 653 km, elle traverse l'Europe d'ouest en est, de l'océan Atlantique à la mer Noire en passant par dix pays, en suivant l'itinéraire de trois des plus grands fleuves européens : la Loire, le Rhin et le Danube.

### Transports en commun
C'est la « STAC » qui exploite le réseau de bus « ZOOM » (ce réseau dessert les 51 communes du Grand Chalon). Il y a plusieurs types de transports en commun en bus ou autres :
- la navette de bus gratuite nommée Le Pouce qui sert à se déplacer au centre-ville de Chalon-sur-Saône ;
- les lignes 1, 2, 3, 4, 5, 6, 7, 11, 12, 13, 14, 15, 15, qui servent à se déplacer dans les 7 communes principales du Grand Chalon (Chalon-sur-Saône, Champforgeuil, Châtenoy-le-Royal, Crissey, Lux, Saint-Marcel, Saint-Rémy, Varennes-le-Grand,Sevrey et Dracy-le-Fort (Pôle santé))[22] ;
- les lignes A à M, pour les 31 autres communes du Grand Chalon qui veulent rejoindre le centre-ville de Chalon-sur-Saône[22]. La « STAC » affrète une partie de son activité à 4 autocaristes locaux : « Rapides de Saône et Loire », « Autocars Girardot », « Lux Voyages » et « Kéolis Val de Saône »[22] ;
- le réseau ZOOM propose un service de mobilité à la demande nommé RésaZoom permettant de rejoindre la zone Saoneor, la plaine chalonaise sud, la plaine chalonaise nord, la Bresse chalonaise, la côte chalonaise sud ainsi que la côte chalonaise nord[22] ;
- PIXEL pour le transport de personnes à mobilité réduite ;
- un réseau le dimanche et jour de fêtes (ligne 1).

### Transport ferroviaire
Il y a une voie de chemin de fer Paris - Lyon - Marseille ainsi qu'une voie TGV Marseille-Luxembourg en passant par Dijon et Strasbourg avec la gare de Chalon-sur-Saône. Le TGV est à 27 km avec la gare du Creusot TGV.

### Transport aérien et accès à l'aéroport
L'accès à cette ville par avion se fait par l'aérodrome de Champforgeuil ou l'aéroport de Lyon-Saint-Exupéry.

## Urbanisme

### Typologie
Au 1er janvier 2024, Chalon-sur-Saône est catégorisée centre urbain intermédiaire, selon la nouvelle grille communale de densité à sept niveaux définie par l'Insee en 2022.
Elle appartient à l'unité urbaine de Chalon-sur-Saône, une agglomération intra-départementale regroupant treize  communes, dont elle est ville-centre,,. Par ailleurs la commune fait partie de l'aire d'attraction de Chalon-sur-Saône, dont elle est la commune-centre,. Cette aire, qui regroupe 109 communes, est catégorisée dans les aires de 50 000 à moins de 200 000 habitants,.

### Occupation des sols
L'occupation des sols de la commune, telle qu'elle ressort de la base de données européenne d’occupation biophysique des sols Corine Land Cover (CLC), est marquée par l'importance des territoires artificialisés (87,7 % en 2018), en augmentation par rapport à 1990 (86,3 %). La répartition détaillée en 2018 est la suivante : 
zones urbanisées (49,6 %), zones industrielles ou commerciales et réseaux de communication (29,6 %), espaces verts artificialisés, non agricoles (8,4 %), eaux continentales (5,4 %), zones agricoles hétérogènes (4,5 %), prairies (2,5 %). L'évolution de l’occupation des sols de la commune et de ses infrastructures peut être observée sur les différentes représentations cartographiques du territoire : la carte de Cassini (XVIIIe siècle), la carte d'état-major (1820-1866) et les cartes ou photos aériennes de l'IGN pour la période actuelle (1950 à aujourd'hui).

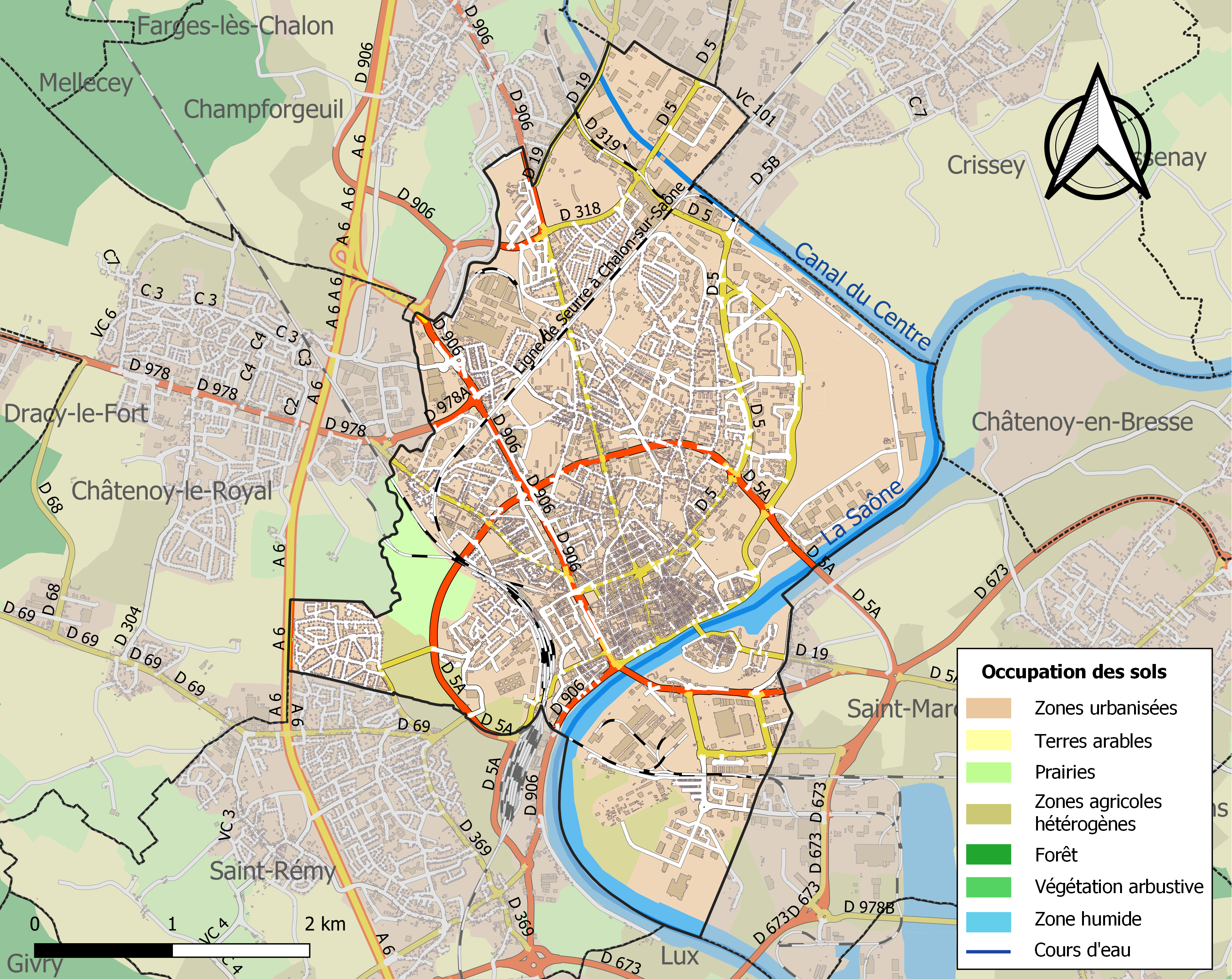
Carte des infrastructures et de l'occupation des sols de la commune en 2018 (CLC).
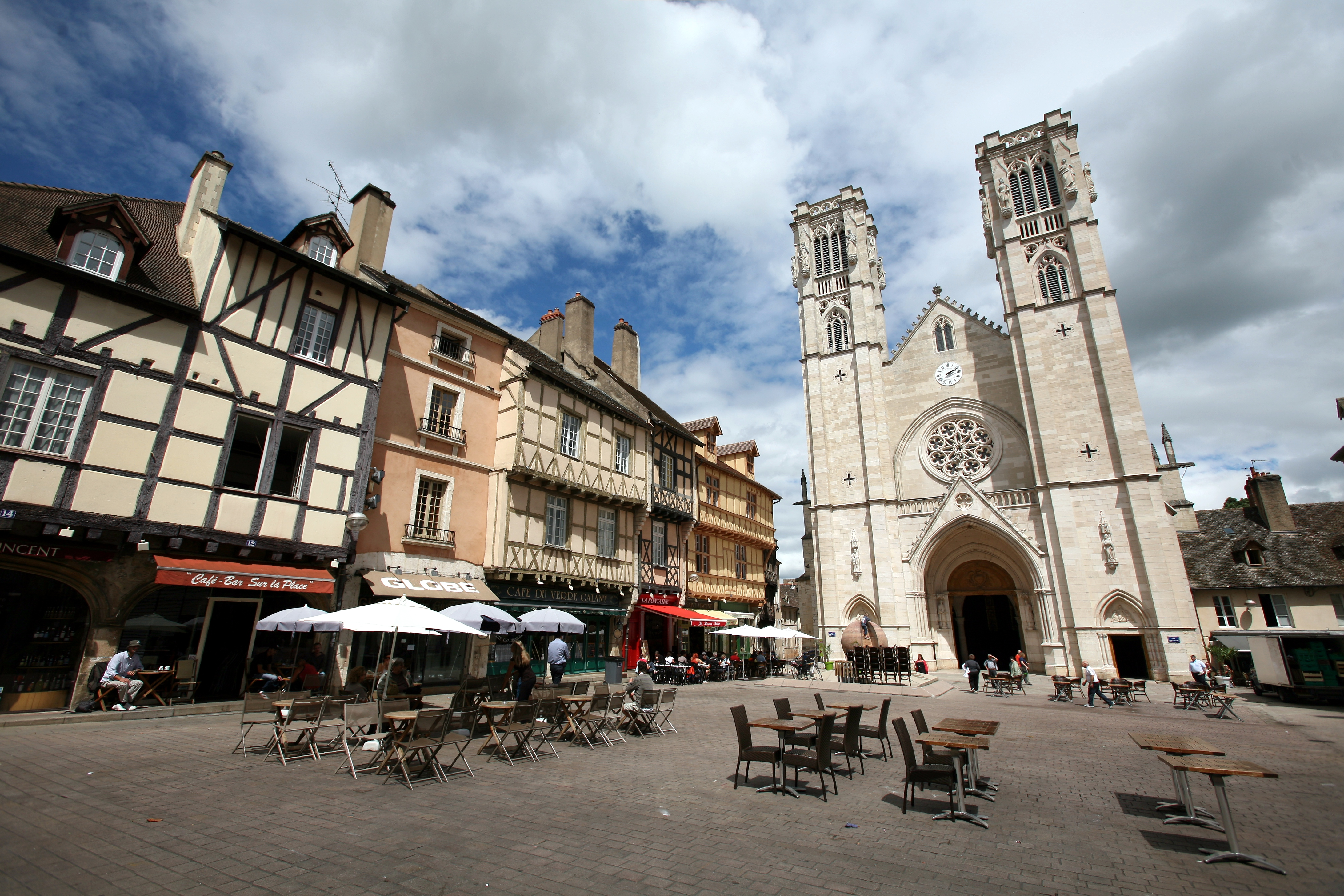
Place Saint-Vincent et cathédrale Saint-Vincent.

#### Morphologie urbaine
Il y a 29 quartiers : le plus au nord Z.I nord (ou communément appelé Saôneor), le quartier du Stade, la Fontaine au Loup, Clair Logis, Plateau Saint-Jean, Prés Saint-Jean, Citadelle, Les Aubépins, La Thalie, La Verrerie, Zone Verte, Les Charreaux, Boucicaut, Champ Fleuri, Bellevue, Saint-Cosme, Centre-ville, Quartier de la Gare, Saint-Laurent, Sainte-Marie, Les Chavannes, Z.I SUD, Saint-Jean des Vignes, Saint-Martin des Champs, Saint-Jean des Jardins, Colombière, Cité Saint-Gobain, Laënnec Nord et Sud, et Garibaldi.

#### Logement
Le nombre de logements de Chalon-sur-Saône a été estimé à 26 613 en 2007. Ces logements se composent de 23 804 résidences principales, 395 résidences secondaires ou occasionnelles ainsi que 2 414 logements vacants.
Avec une superficie de 15,22 km2, la densité de population est de 3 066,75 hab./km2 pour une densité de logements de 1 748,55 logements/km2.

#### Projet d'aménagement
La ville de Chalon-sur-Saône et Le Grand Chalon ont lancé des travaux de réhabilitation des quais de Saône, dont le quai Saint-Cosme avec la rénovation de la sucrerie rouge, la construction des nouveaux locaux de Chalon Formation ainsi que d'autres projets qui sont en cours de réflexion. Quartier prioritaire avec plus de 6 000 habitants, la rénovation des prés Saint-Jean est aussi un projet important qui a commencé depuis quelques années déjà mais la transformation du quartier s'étalera sur encore plusieurs années.

## Histoire

### Antiquité
Malgré de très nombreux vestiges archéologiques trouvés dans le lit de la Saône (Bronze tardif et La Tène ou second Âge du Fer), on ne connait pas de traces archéologiques de la ville de Chalon pour la période antique.
Elle est mentionnée pour la première fois dans la Guerre des Gaules de Jules César (VII, 42 et 90) sous le nom de Cavillonum. La ville bénéficie, tout au long de son histoire, de ses importantes voies de communication. Elle constitue un nœud sur la via Agrippa allant de Lugdunum (Lyon) à Augustodunum (Autun) puis vers Gesoriacum (Boulogne-sur-Mer) - mentionnée dans l'Itinéraire d'Antonin et sur la table de Peutinger. Elle reliait aussi les voies dirigées vers Andemantunnum (Langres), vers Besançon et Mayence.
Cavillonum est le plus important centre commercial et artisanal des Éduens et son port de commerce principal. L'axe principal des Eduens relie leur capitale Bibracte à Cavillonum. Cette artère pré-romaine sera partiellement remplacée par la voie vers Augustodunum (Autun). Les Romains construisent à Cavillonum des entrepôts et un port fluvial stratégique sur la Saône.
Au Bas-Empire romain, une enceinte est construite pour défendre la ville, qui se trouve réduite à 15 ha. Au Ve siècle, un évêché est établi.

### Moyen Âge
Chalon fut la capitale officieuse du premier royaume de Bourgogne  car mieux située que la capitale officielle qu'était Orléans. Pour cette raison, Chalon est, du Ve au XIIIe siècle, le théâtre de douze conciles, de 470 à 1073. Les principaux sont :
- celui de 647-649, où paraissent saint Ouen, saint Médard et saint Éloi, qui impose à la Gaule les conclusions du concile de Nicée ;
- celui de 813, qui oblige les évêques à fonder des écoles pour les clercs, interdit de baptiser plusieurs fois les pénitents, et impose à tous les moines la règle de saint Benoît ;
- celui du 29 octobre 650 convoqué par le roi Clovis II, où parait Pappolus ;
- celui de 886 tente en vain de réconcilier entre eux les princes carolingiens.

La ville est détruite par les Sarrasins en 732 et rebâtie par Charlemagne ; un demi-siècle plus tard, incendiée en 834 par Lothaire ; prise d'assaut par les Hongrois en 937 et à nouveau en 1168 par Louis VII le Jeune, irrité contre le comte Guillaume.
En 1237, Jean Ier de Chalon, dit Jean l'Antique ou Jean le Sage, (1190-1267), échange avec Hugues IV le Pacifique, duc de Bourgogne, les comtés de Chalon et d'Auxonne contre les seigneuries de Salins, de Bracon, de Vuillafans et d'Ornans, et conserve jusqu'à sa mort en 1267 le titre de comte de Chalon qu'il transmet à ses descendants. Au milieu du XIIe siècle, Chalon obtient une charte communale.
Un tournoi en 1273 entre le roi anglais Édouard Ier et le comte de Chalon est appelé « Petite guerre de Chalon ».
La ville est encore assiégée en 1478 par les troupes de Louis XI, puis revient, grâce à ce dernier prince, à la couronne de France, après avoir appartenu, de 938 à 1237, aux comtes de Chalon et, de 1237 à 1477, aux ducs de Bourgogne.

### Renaissance
La frontière du Chalonnais est désormais, pour deux siècles, celle du royaume de France et des Ėtats des Habsbourg. C'est pourquoi cette ville joue encore un assez grand rôle comme place forte durant les guerres de Religion du XVIe siècle. En 1552, les églises sont pillées lors des affrontements qui opposent catholiques et protestants. Une citadelle est construite, à partir de 1547, sous la conduite de l'architecte italien Girolamo Bellarmato; elle ne sera terminée qu'en 1591. Charles IX (roi de France) entre dans la ville le 1er juin 1564 lors de son tour de France royal (1564-1566), et y reçoit, accompagné de la Cour et des Grands du royaume, un accueil triomphal. Chalon, ville de passage, est touchée très tôt par les idées nouvelles. Proches de Genève, appuyés par les armées huguenotes, les calvinistes de Chalon prennent brièvement le pouvoir. Enfin la réaction catholique, la Ligue, s'appuient sur la citadelle toute neuve : Chalon sera l'ultime bastion de résistance à Henri IV (roi de France). Une nouvelle bourgeoisie émerge et s'enrichit, qui, après avoir été tentée par la Réforme, se rallie rapidement à Henri IV.

### Période moderne

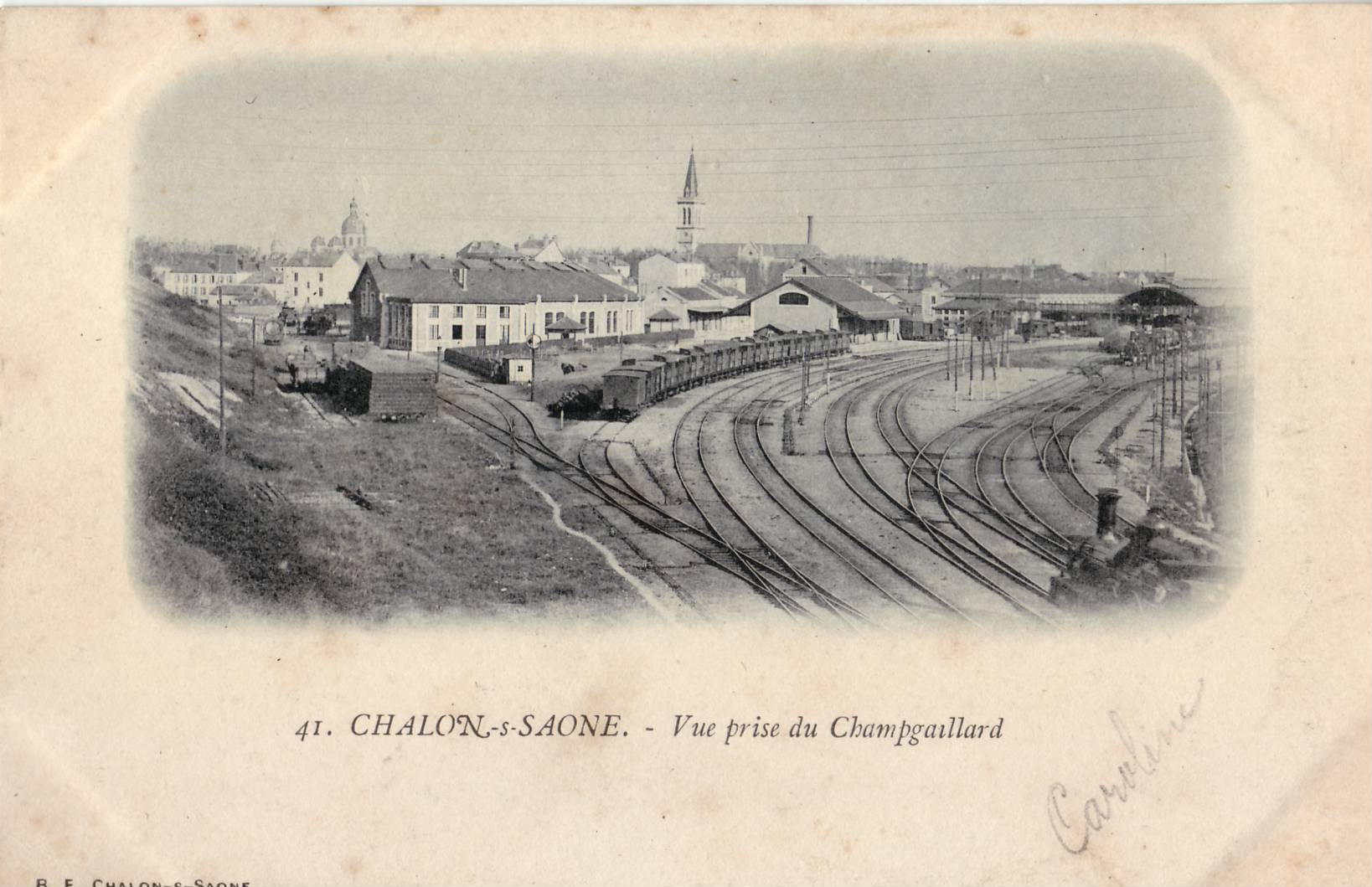
Les importantes installations ferroviaires de la gare, vues ici au tout début du XXe siècle, modifièrent fortement le tissu urbain de la ville.

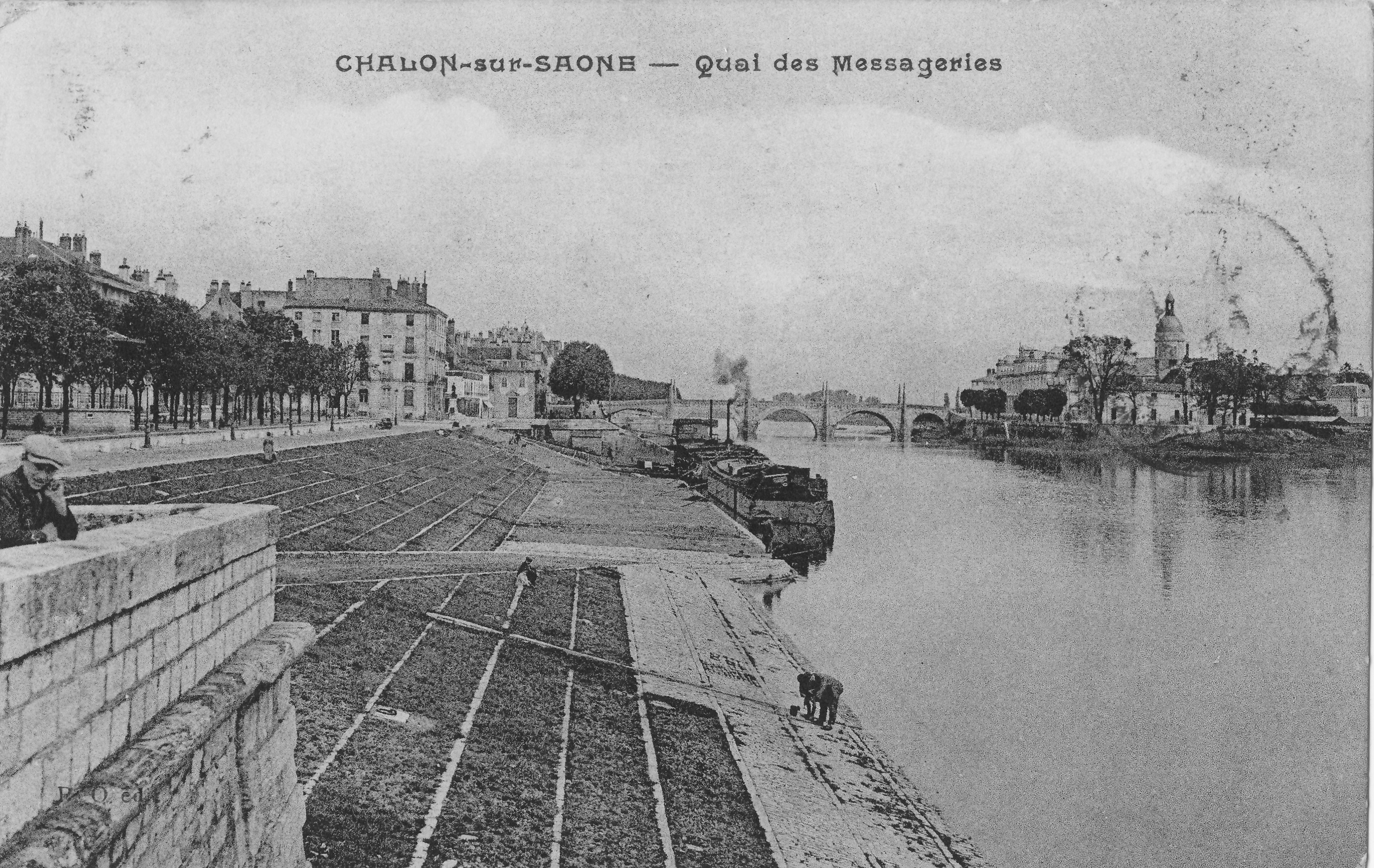
Le quai des messageries vers 1929.

Le XVIIe siècle voit, avec la Contre-Réforme, un foisonnement d'ordres religieux qui couvrent la ville de nombreux couvents, dont les bâtiments marquent encore l'architecture urbaine contemporaine. L'hôpital de l'île Saint-Laurent, fondé au milieu du XVIe siècle, est agrandi sous l'égide d'Abigaïl Mathieu. Les travaux se poursuivront de 1635 à 1688. L'hospice Saint-Louis est construit à Sainte-Marie en 1692.
À cette époque, la ville est toujours ceinturée de murailles et, en 1704, on estime qu'il est nécessaire de maintenir en bon état les pont-levis des portes : de Beaune, du Grand Pont de Saône, de Sainte-Marie et de Saint-Jean de Maizel.
Pour améliorer le trafic du port de la ville, de véritables quais sont construits au XVIIIe siècle. À la fin du même siècle, l'ingénieur Émiland Gauthey achève le canal du Centre, dont le bassin final aboutissait au pied de l'obélisque actuel. Ce canal apporta à Chalon-sur-Saône, un nouvel atout économique,, grâce à l'accès à la Saône du bassin Le Creusot-Montceau-les-Mines.
Sous le Premier Empire, le blocus continental donne un grand essor à son commerce.
En 1814, Chalon résiste à l'invasion autrichienne. Ce fait d'armes vaudra à la ville d'être décorée de la Légion d'honneur par l'Empereur lors de son séjour du 14 au 15 mars 1815 (décret impérial du 22 mai 1815), décoration que recevront dans le même temps – et pour les mêmes motivations – les villes de Tournus et de Saint-Jean-de-Losne.
À partir de 1827, avec la mise au point de la machine à vapeur, les transports fluviaux se développent entre Chalon et Lyon, notamment à partir de 1849, avec l'arrivée du chemin de fer depuis Paris. Ils disparaîtront en 1854, avec la liaison complète de la ligne de chemin de fer Paris-Lyon,.
C'est la création en 1839 des chantiers « Le Petit Creusot » par Adolphe Schneider, codirigeant de Schneider et Cie, qui lancera le développement industriel de la cité et engendrera un tissu serré d'entreprises de constructions mécaniques (voir ci dessous). La ville à vocation commerçante se transforma en un pôle industriel majeur pour le département et contribua à son expansion démographique.
Après l'implantation du "Petit Creusot", la première société d'importance fut les Établissements Thurillet & Pinette, fondés par Gustave Pinette en 1863 et spécialisés dans la fabrication et la réparation de machines industrielles. Elle se développa grâce à l'essor de l'industrie minière, des briqueteries et des tuileries. Elle existe aujourd'hui sous le sigle PEI (« Pinette Emidecau Industries »), située en zone industrielle Nord.
Durant toute la première moitié du XIXe siècle, Chalon-sur-Saône dispose d'une station (ou poste télégraphique aérien) du télégraphe Chappe, implantée dans la « maison Belleville », rue de la Colombière. Grâce à un « embranchement » (nécessitant quatre stations intermédiaires : Châtenoy-le-Royal, Givry, Buxy et Saint-Martin-du-Tartre), la ville était en effet reliée à la ligne Paris-Toulon, installation qui cessa de fonctionner en 1853, remplacée par la télégraphie électrique. Le 1er novembre 1891, Chalon-sur-Saône entre dans la modernité en mettant officiellement en service son réseau téléphonique urbain (50 abonnés en 1894, 98 en 1900).
1856 : après trente-cinq ans de discussion, Chalon se dote d'une halle aux grains (actuelle place de Gaulle), halle qui sera transformée par le Comité des fêtes en 1913. Salle de cinéma puis « salle à tout faire », cet espace a accueilli toutes les festivités chalonnaises et plus particulièrement les grands bals de carnaval. Elle a été nommée « Marcel-Sembat » en 1932 et sa démolition a été décidée par la municipalité en 1970.
L'activité mécanique a suscité l'apparition de sociétés de négoce de métaux, en particulier la société « Gros » (1857), puis de fournitures industrielles comme « Tremeau-Jambon » en 1900. Une floraison de sociétés se créèrent à partir du début du XXe siècle autour des activités métallurgiques et mécaniques. On peut citer la « Société industrielle de ferblanterie » (1900), « Brunet-Meige » (1912), « Niepce et Fetterer » (1918), « Fonderie Mathieu Fils et Cie » (1925), « Dussau » (1926), devenu « Ventec » en 1937.
En 1901, sous le gouvernement Waldeck-Rousseau, la ville connaît une grève importante. La troupe est envoyée pour la réprimer.
La verrerie « Aupècle » se développa au XIXe siècle dans la fabrication de flaconnage. La société Saint-Gobain s'implanta à Chalon pour la fabrication de verre à vitre et verre imprimé. Elle entraîna la création de la « SEVA » en 1924 (équipements pour la verrerie) qui se diversifia par la création d'une filiale « Le Bouchage Mécanique », spécialisée dans le bouchon de flaconnage. Saint Gobain s'étendit dans les années 1960 en créant l'UVEX, centre de recherches sur le verre, reconverti en usine de fabrication de bouteilles. Ce groupe a également créé une usine de fabrication de fibre de verre pour l'isolation ainsi qu'une unité d'assemblage de vitrages isolants.

### XXesiècle
Au cours de la Seconde Guerre mondiale, Chalon-sur-Saône, située sur la ligne de démarcation, est scindée en deux et la partie nord occupée à partir du 17 juin 1940. La Saône joue alors le rôle de frontière entre zone libre et zone occupée. C'est ainsi qu'une famille habitant à Saint-Marcel, au sud de Chalon en zone libre, se retrouvait coupée du reste de leur famille habitant à Champforgeuil, au nord-est de Chalon en zone occupée. De nombreux faits de résistance se sont produits dans les alentours et également beaucoup d'exécutions[réf. nécessaire]. De nombreuses rues actuelles portent le nom de résistants chalonnais et de personnes ayant eu un rôle majeur dans la continuité de la guerre en France. Chalon est libérée le 5 septembre 1944 par les troupes de la 3e division d'infanterie algérienne qui avaient débarqué en Provence. Quelques jours plus tôt, le 25 août, un train rempli de troupes allemandes stationné en gare de triage de Saint-Rémy a été mitraillé par des avions alliés, causant son explosion en deux temps (il était rempli de cheddite) et infligeant à la ville, du fait des déflagrations violentes, de nombreux dégâts.
Après la Seconde Guerre mondiale et au début des années 1950 fut entrepris la création de la zone industrielle Nord. Elle fut complétée en 1974 par la zone industrielle Sud implantée autour du nouveau port fluvial créé à l'occasion de la construction de l'usine Framatome de Saint-Marcel qui s'est révélée indispensable à la réalisation du programme de construction de centrales nucléaires décidé en 1974. En effet l'usine Framatome d'origine, située au sein du Petit Creusot (groupe Schneider puis Creusot-Loire) était trop petite. Inutilisée depuis le dépôt de bilan de Creusot-Loire, elle a été transformée en Centre d'expérimentation des techniques d'intervention sur les chaudières nucléaires (CETIC), appartenant au groupe GIE Framatome-EDF).
D'autres industries se sont implantées et développées : « FRLE » (tubes fluorescents), « Delle » (équipements électriques moyenne tension), « Gardy » (disjoncteurs basse tension).
La société Kodak Pathé sélectionne en 1954 la ville de Chalon-sur-Saône pour l'implantation de son nouveau site industriel, lui permettant de transférer les activités de son usine de Vincennes en province. Ce campus industriel, démarré en 1962, se développe très vite et va compter jusqu'à plus de 3 000 emplois. Au début des années 2000, l'évolution technologique de la pellicule argentique vers la photo numérique a conduit à un déclin rapide de son activité et à la fermeture du site en 2008.

## Politique et administration

### Rattachements administratifs et électoraux
La commune est  chef-lieu de l'arrondissement de Chalon-sur-Saône.du département de Saône-et-Loire.
Pour l'élection des députés, elle fait partie depuis 2012 des quatrième (ancien canton de Chalon-sur-Saône-Nord) et cinquième circonscription de Saône-et-Loire.
Elle était de 1801 à 1973 le chef-lieu des cantons de Chalon-sur-Saône-Nord et de Chalon-sur-Saône-Sud, année où ils sont remplacés par les cantons de Chalon-sur-Saône-Ville, Chalon-sur-Saône-Périphérie et de Chalon-sur-Saône-Sud. En 1984, la répartition est à nouveau modifiée et la ville est répartie entre les cantons de Chalon-sur-Saône-Centre, de Chalon-sur-Saône-Nord, de Chalon-sur-Saône-Sud et de Chalon-sur-Saône-Ouest.
Dans le cadre du redécoupage cantonal de 2014 en France, la ville est désormais le bureau centralisateur des cantons de Chalon-sur-Saône-1, Chalon-sur-Saône-2 et de Chalon-sur-Saône-3.

### Intercommunalité
La ville est le siège de la Le Grand Chalon, créée en 1994 sous la dénomination de communauté de communes de Chalon Val de Bourgogne et qui s'est transformée en communauté d'agglomération en 2001. Elle prend en 2004 le nom de communauté d'agglomération Chalon Val de Bourgogne puis son nom actuel du Grand Chalon.

### Tendances politiques et résultats
La ville est historiquement ancrée à gauche, et même considérée comme un bastion socialiste (SFIO puis PS) durant toute l'après-guerre notamment à cause de son orientation alors essentiellement industrielle, mais Dominique Perben parvient à s'emparer de la mairie en 1983, puis à être élu député de la cinquième circonscription de Saône-et-Loire avant de devenir ministre du Gouvernement Jean-Pierre Raffarin (1).
En 2008, la ville repasse à gauche après 25 ans de gestion de droite, avec l'élection à la mairie de Christophe Sirugue, déjà élu député aux élections législatives françaises de 2007.
Cependant, lors des élections municipales de 2014 en Saône-et-Loire, la ville bascule à nouveau à droite, le député-maire sortant étant battu dès le premier tour ce qui amène l'élection de Gilles Platret au poste de maire.
Lors du premier tour des élections municipales de 2020 en Saône-et-Loire, la liste menée par Gilles Platret, vice-président national du parti Les Républicains et président des Républicains de Saône-et-Loire obtient la majorité absolue des suffrages exprimés, avec 5 007 voix, soit 52,93 % et obtient 34 conseillers municipaux, dont 28 communautaires, devançant largement les listes menées respectivement par,. : 

- Mourad Laouès (EELV, Alliance écologiste indépendante, Urgence écologie, GE), 13,94 %, 1 319 voix, 3 conseillers municipaux élus dont 2 communautaires) ;

- Nathalie Leblanc (PS, 12,48 %, 1 181 voix, 3 conseillers municipaux élus dont 2 communautaires) ; 

- Isabelle Dechaume (divers centre, 8,44 %, 799 voix, 2 conseillers municipaux élus dont 1 communautaire) ;

- Alain Rousselot-Pailley (LREM, , 6,34 %, 600 voix, 1 conseiller municipal et communautaire élu)

- Franck Diop (RN, 3,36 %, 318 voix, pas d'élus)

- Pascal Dufraigne (LO, 2,48 %, 235 voix, pas d'élus)

Lors de ce scrutin, marqué par la pandémie de Covid-19 en France, 62,64 % des électeurs se sont abstenus.

### Administration municipale
Le conseil municipal de Chalon-sur-Saône comporte 45 sièges, compte tenu de la population de la ville.

### Liste des maires

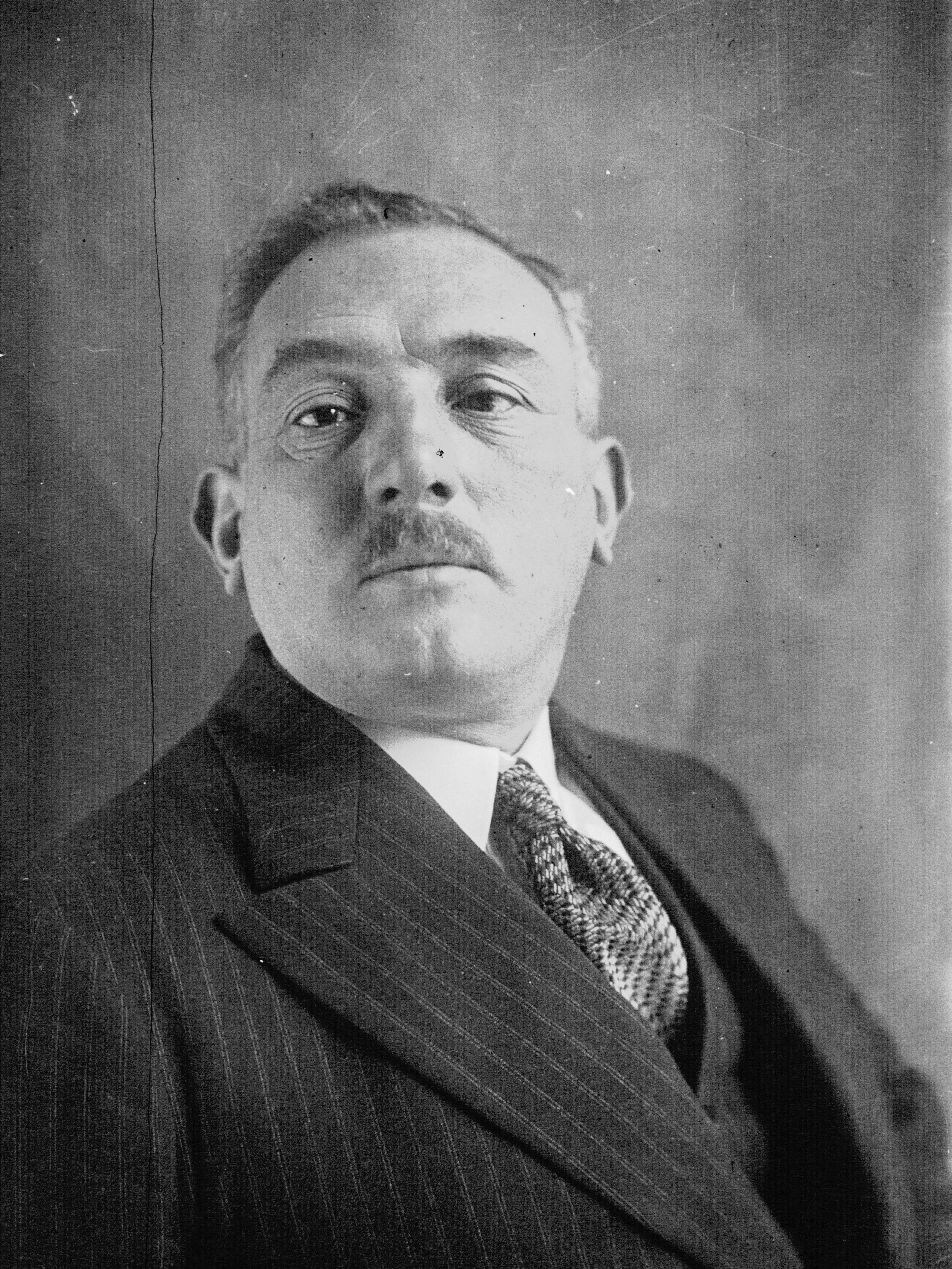
Georges Nouelle.
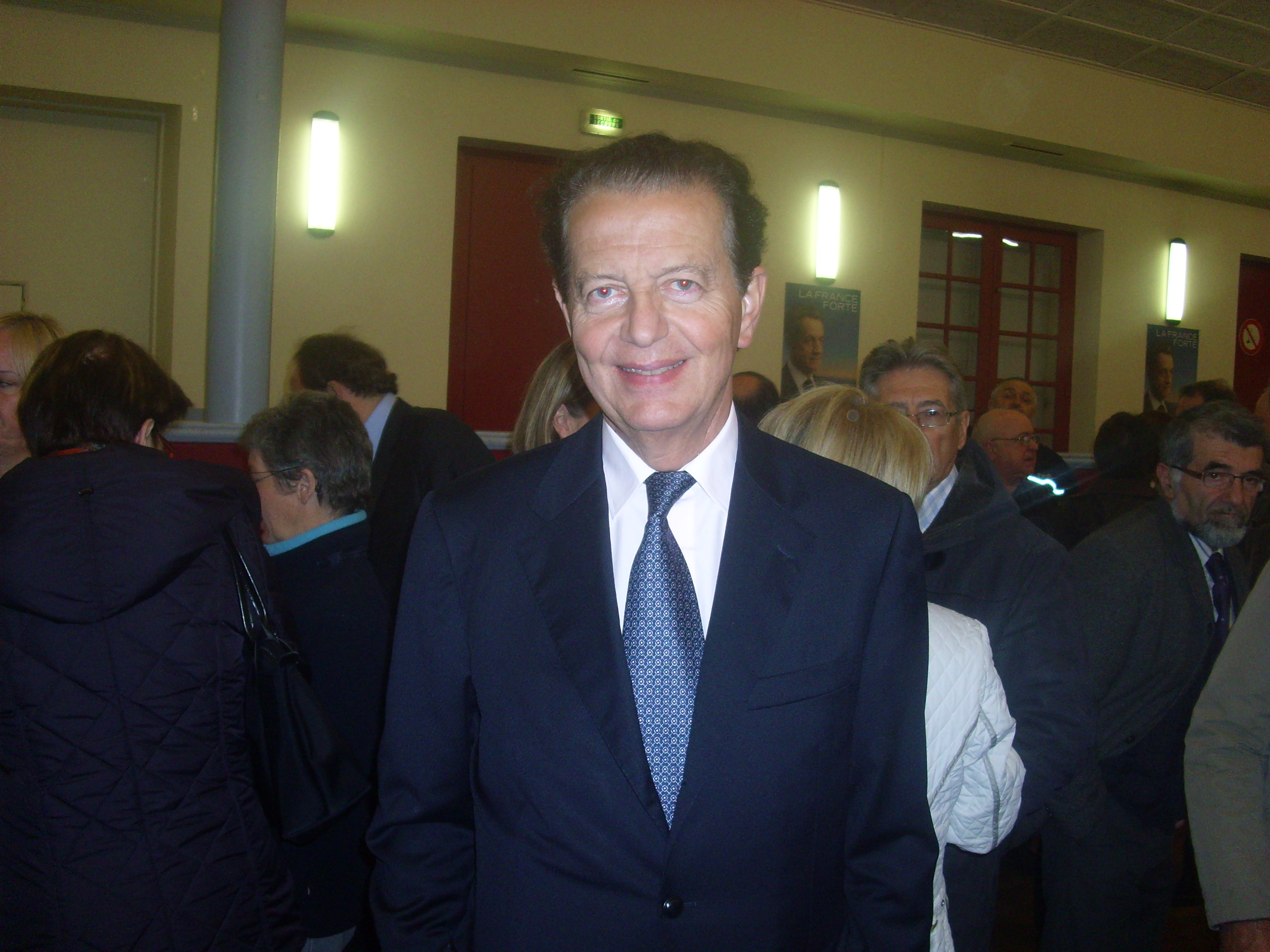
Dominique Perben.
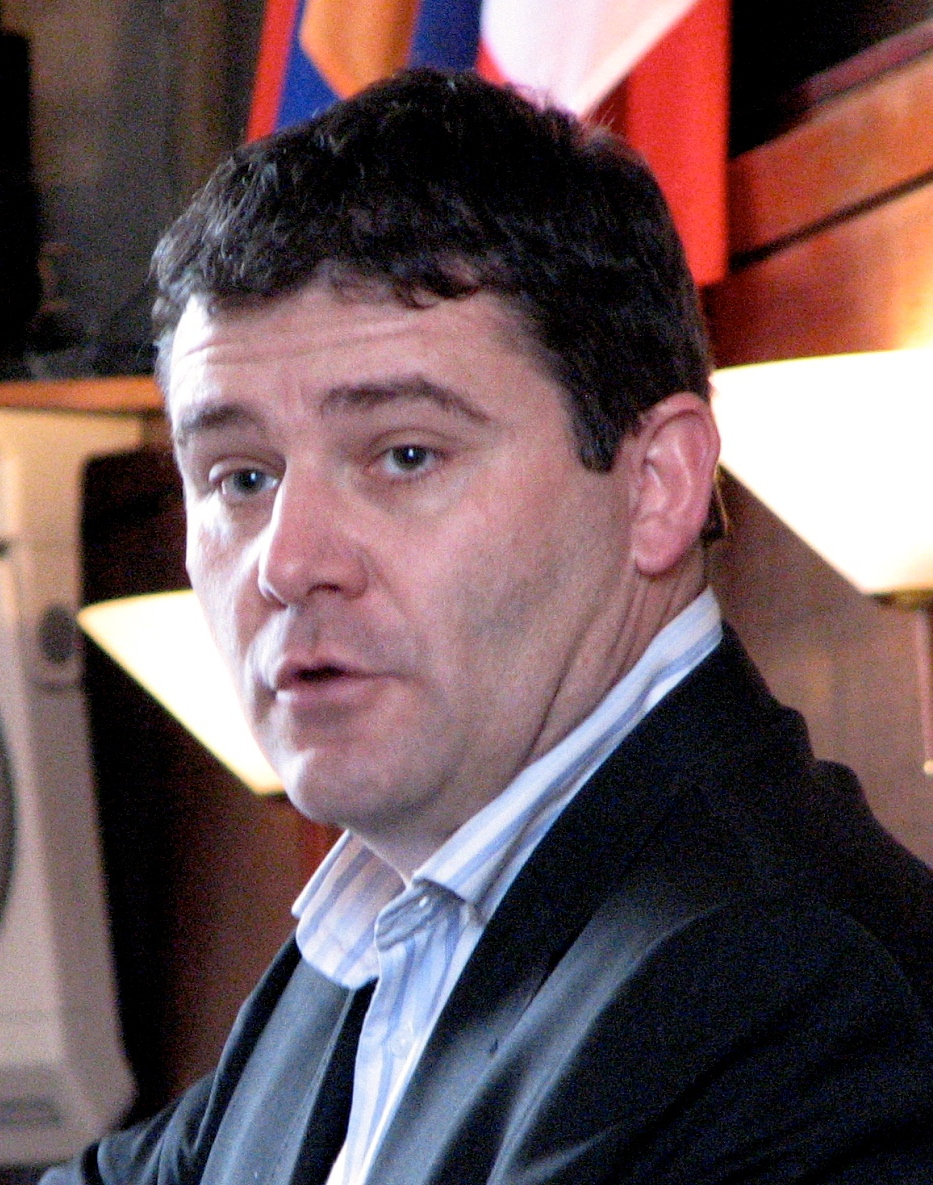
Christophe Sirugue.
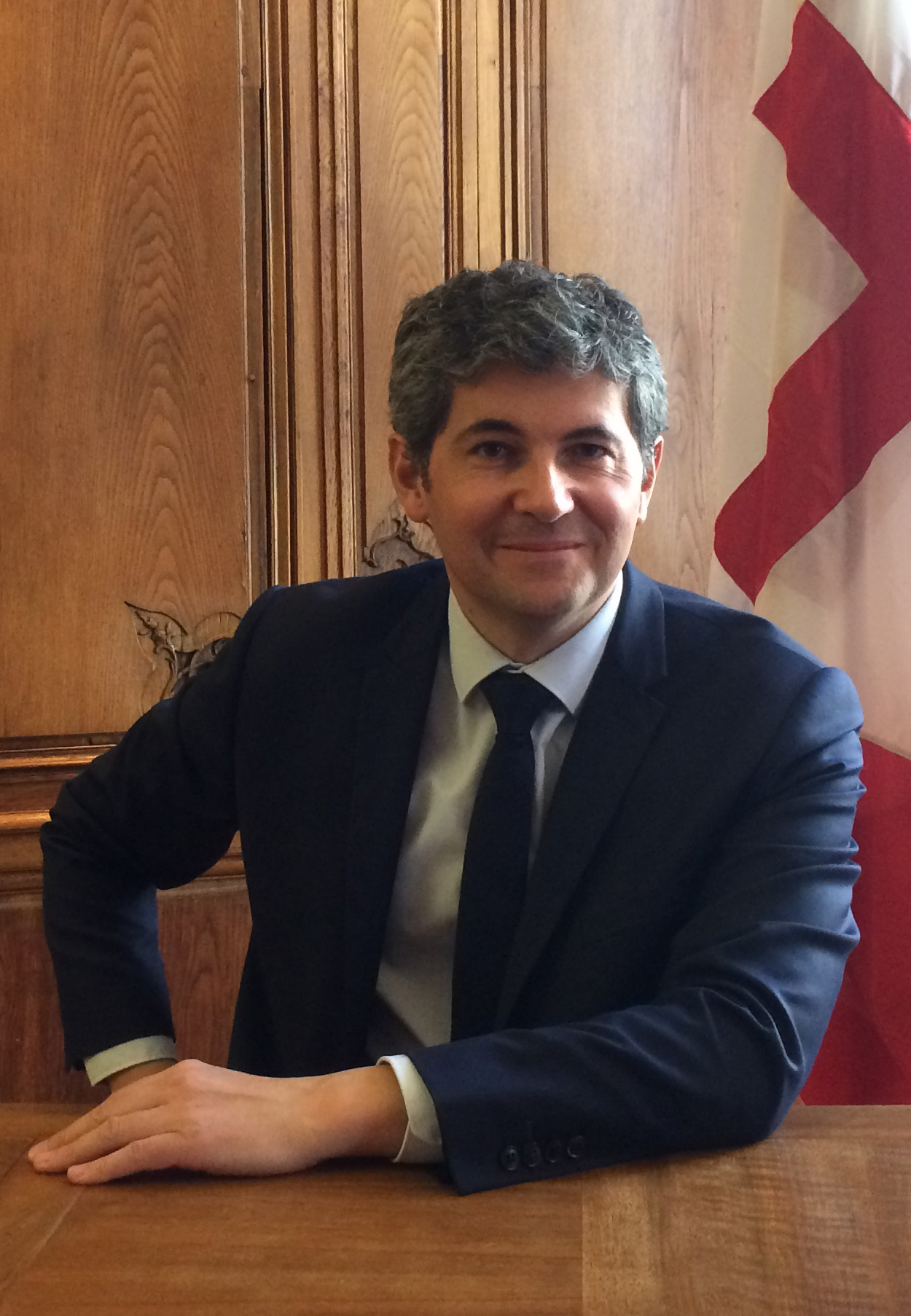
Gilles Platret

| Période        | Période                   | Identité           | Étiquette    | Qualité |
| -------------- | ------------------------- | ------------------ | ------------ | --- |
| septembre 1944 | février 1952              | Julien Satonnet    | PSD          | Commis des postes Sénateur de Saône-et-Loire (1946 → 1948) Conseiller général de Chalon-sur-Saône-Nord (1938 → 1940 ; 1945 → 1951) |
| 1952           | mars 1965                 | Georges Nouelle    | PSD          | Professeur de science Député de Saône-et-Loire (1924 → 1940) Conseiller général de Chalon-sur-Marne-Nord (1956 → 1966) |
| mars 1965      | mars 1983                 | Roger Lagrange     | SFIO puis PS | Instituteur retraité Sébateur de Saône-et-Loire (1959 → 1967) Député de Saône-et-Loire (5e circ) (1967 → 1968) Conseiller général de Chalon-sur-Saône-Nord (1966 → 1973) Conseiller général de Chalon-sur-Saône-Centre (1973 → 1982) |
| mars 1983      | juin 2002                 | Dominique Perben   | RPR          | Énarque, sous-préfet Ministre de la Fonction publique (1995 → 1997) Ministre des Départements et Territoires d'outre-mer (1993 → 1995) Député de Saône-et-Loire (5e circ.) (1986 → 1993 ; 1995 puis 1997 → 2002) Conseiller régional de Bourgogne (1992 → 1993) Conseiller général de Chalon-sur-Saône-Ouest (1985 → 1988) Démissionnaire à la suite de sa nomination au gouvernement comme ministre de la justice |
| juin 2002      | mars 2008                 | Michel Allex       | UMP          | Meilleur ouvrier de France, pâtissier-chocolatier |
| mars 2008      | mars 2014                 | Christophe Sirugue | PS           | Cadre supérieur Député de Saône-et-Loire (5e circ.) (2007 → 2016) Vice-président de l'Assemblée nationale (2012 → 2014) Président de la CA de Chalon - Val de Bourgogne (2008 → 2014) |
| mars 2014,     | En cours (au 23 mai 2020) | Gilles Platret     | UMP → LR     | Journaliste Conseiller régional de Bourgogne-Franche-Comté (2015 → ) Réélu pour le mandat 2020-2026 |

### Politique de développement durable
La ville a engagé une politique de développement durable en lançant une démarche d'Agenda 21 en 2010.

### Jumelages, parrainages
Jumelages
Chalon-sur-Saône figure parmi les quinze premières communes de Saône-et-Loire à avoir établi – puis officialisé – des liens d'amitié avec une localité étrangère.
La ville est jumelée avec :
- Solingen (Allemagne) ;
- Novare (Italie) ;
- Saint Helens (Royaume-Uni) depuis 1964 ;
- Næstved (Danemark) ;
- Gatineau (Québec) depuis 1975.

Parrainages
Chalon-sur-Saône parraine la frégate française Aconit, de classe La Fayette, depuis le 24 avril 1999.

## Population et société

### Démographie

#### Évolution démographique
L'évolution du nombre d'habitants est connue à travers les recensements de la population effectués dans la commune depuis 1793. Pour les communes de plus de 10 000 habitants les recensements ont lieu chaque année à la suite d'une enquête par sondage auprès d'un échantillon d'adresses représentant 8 % de leurs logements, contrairement aux autres communes qui ont un recensement réel tous les cinq ans,.

En 2022, la commune comptait 44 592 habitants, en évolution de −1,88 % par rapport à 2016 (Saône-et-Loire : −1,06 %, France hors Mayotte : +2,11 %).
| 1793  | 1800   | 1806   | 1821   | 1831   | 1836   | 1841   | 1846   | 1851   |
| ----- | ------ | ------ | ------ | ------ | ------ | ------ | ------ | ------ |
| 8 798 | 10 431 | 11 204 | 10 952 | 12 338 | 14 810 | 17 240 | 19 878 | 20 403 |

| 1856   | 1861   | 1866   | 1872   | 1876   | 1881   | 1886   | 1891   | 1896   |
| ------ | ------ | ------ | ------ | ------ | ------ | ------ | ------ | ------ |
| 21 062 | 20 896 | 21 247 | 21 756 | 20 895 | 21 618 | 22 768 | 24 686 | 26 288 |

| 1901   | 1906   | 1911   | 1921   | 1926   | 1931   | 1936   | 1946   | 1954   |
| ------ | ------ | ------ | ------ | ------ | ------ | ------ | ------ | ------ |
| 29 058 | 29 951 | 31 550 | 31 609 | 31 500 | 32 533 | 33 201 | 32 683 | 37 399 |

| 1962   | 1968   | 1975   | 1982   | 1990   | 1999   | 2006   | 2011   | 2016   |
| ------ | ------ | ------ | ------ | ------ | ------ | ------ | ------ | ------ |
| 43 655 | 50 589 | 58 187 | 56 194 | 54 575 | 50 124 | 46 534 | 44 847 | 45 446 |

| 2021   | 2022   | - | - | - | - | - | - | - |
| ------ | ------ | - | - | - | - | - | - | - |
| 45 031 | 44 592 | - | - | - | - | - | - | - |

La commune de Chalon-sur-Saône perd des habitants depuis la fin des années 1970 au profit de sa proche banlieue et, plus encore, de sa périphérie. Ainsi Saint-Marcel, à l'est de Chalon-sur-Saône, a vu sa population augmenter de 26,1 % entre 1999 et 2012, passant de 4 705 habitants à 5 932 habitants. Tout comme Saint-Rémy, au sud de Chalon-sur-Saône, a vu passer sa population de 5 961 habitants à 6 476 habitants entre 1999 et 2012, soit une augmentation de 8,6 %.

#### Pyramide des âges
La population de la commune est relativement jeune. En 2018, le taux de personnes d'un âge inférieur à 30 ans s'élève à 36,5 %, soit au-dessus de la moyenne départementale (30,4 %). À l'inverse, le taux de personnes d'âge supérieur à 60 ans est de 28,4 % la même année, alors qu'il est de 32,7 % au niveau départemental.
En 2018, la commune comptait 21 118 hommes pour 23 692 femmes, soit un taux de 52,87 % de femmes, légèrement supérieur au taux départemental (51,46 %).
Les pyramides des âges de la commune et du département s'établissent comme suit.
| Hommes | Classe d’âge | Femmes |
| ------ | ------------ | ------ |
| 0,9    | 90 ou +      | 2,2    |
| 7,8    | 75-89 ans    | 12,0   |
| 15,1   | 60-74 ans    | 18,2   |
| 17,6   | 45-59 ans    | 17,7   |
| 18,6   | 30-44 ans    | 16,6   |
| 21,5   | 15-29 ans    | 17,8   |
| 18,4   | 0-14 ans     | 15,5   |

| Hommes | Classe d’âge | Femmes |
| ------ | ------------ | ------ |
| 1      | 90 ou +      | 2,7    |
| 9,3    | 75-89 ans    | 12,5   |
| 20,7   | 60-74 ans    | 21,2   |
| 20,6   | 45-59 ans    | 20     |
| 16,5   | 30-44 ans    | 15,8   |
| 15,1   | 15-29 ans    | 12,8   |
| 16,7   | 0-14 ans     | 15     |

### Enseignement
En 2009, la ville possède 25 écoles maternelles, 22 écoles primaires, 7 collèges, 10 lycées et 15 établissements d'enseignement supérieur (compris pour certains dans des lycées) dont un IUT. Elle accueille également l'Institut Image, intégré au Campus de Cluny de l'école d'ingénieurs Arts et Métiers ParisTech (ENSAM). Cet institut, ouvert en 1997, offre des programmes d'études doctorales et des mastères spécialisés dans le domaine de la réalité virtuelle et de l'imagerie numérique.

### Culture

#### Cinémas
- Megarama Axel (complexe 4 salles, fermé)
- Megarama Chalon-sur-Saône (multiplexe 12 salles, inauguré le 16 novembre 2018)
- L'Espace des Arts (EPCC – 1 salle de projection)

#### Bibliothèques
La bibliothèque municipale, qui a son siège à l'hôtel de ville, se compose de quatre bibliothèques réparties sur la ville. Elle dispose d'un fonds ancien qui compte plus de 238 cotes de manuscrits, parmi lesquels 37 manuscrits d'époque médiévale.

### Sports
En 2012, 17 000 licenciés sont répartis dans les 118 clubs sportifs de la commune. Les principales infrastructures sportives sont Le Colisée, le stade Léo-Lagrange, la Maison des sports, l'Espace nautique Adrien Hardy, le stade et le gymnase Garibaldi, le gymnase de la Verrerie et le parcours de golf.
L'Élan Chalon (basket-ball) est la tête d'affiche du sport chalonnais en 2019. Le club évolue en Pro A depuis 1996. L'Élan Chalon a remporté deux titres de Champion de France en 2012 contre Le Mans sur le score de 95 à 76 et en 2017 contre Strasbourg trois victoires à deux, la Coupe de France en 2011 contre Limoges à Bercy sur le score de 79 à 71 et 2012 en battant Limoges 83 à 75 à Bercy et la Semaine des As en 2012 sur le score de 73 à 66 contre Gravelines-Dunkerque. En 2011, le club a atteint la finale de la Semaine des As en perdant contre Gravelines-Dunkerque 79 à 71. Le club compte déjà 5 demi-finales du Championnat de France de Pro A et 19 saisons parmi l'élite. Il a atteint la finale de la Coupe Saporta (Coupe d'Europe) en 2001, la finale de l'EuroChallenge perdu contre le Besiktas Istanbul 91 à 86 et la finale de la Coupe d'Europe FIBA en 2017. L'Elan Chalon a évolué une saison en Euroligue (l'élite du basket en Europe). Le club a aussi des titres de champions de France de Nationale 4 (1989), Nationale 3 (1978) et Nationale 2 (1994). Le club évolue actuellement au Colisée, une salle d'une capacité de 4 540 places en 2017, auparavant le club évoluait à la Maison des Sports jusqu'en 2001. L'Élan Chalon est depuis 1994 structuré pour l'équipe professionnelle en Société d'économie mixte (SEM). Son président depuis 1993 est Dominique Juillot.

« Quand on parle de Chalon, on commence maintenant par parler de son équipe de basket. »

Dominique Juillot pour la finale aller de Coupe d'Europe FIBA en 2017 : 

« Tout le monde ne parle que de ça. C'est notre deuxième victoire. Tout le monde s'intéresse maintenant au basket quels que soient sa condition et son intérêt pour le sport. »

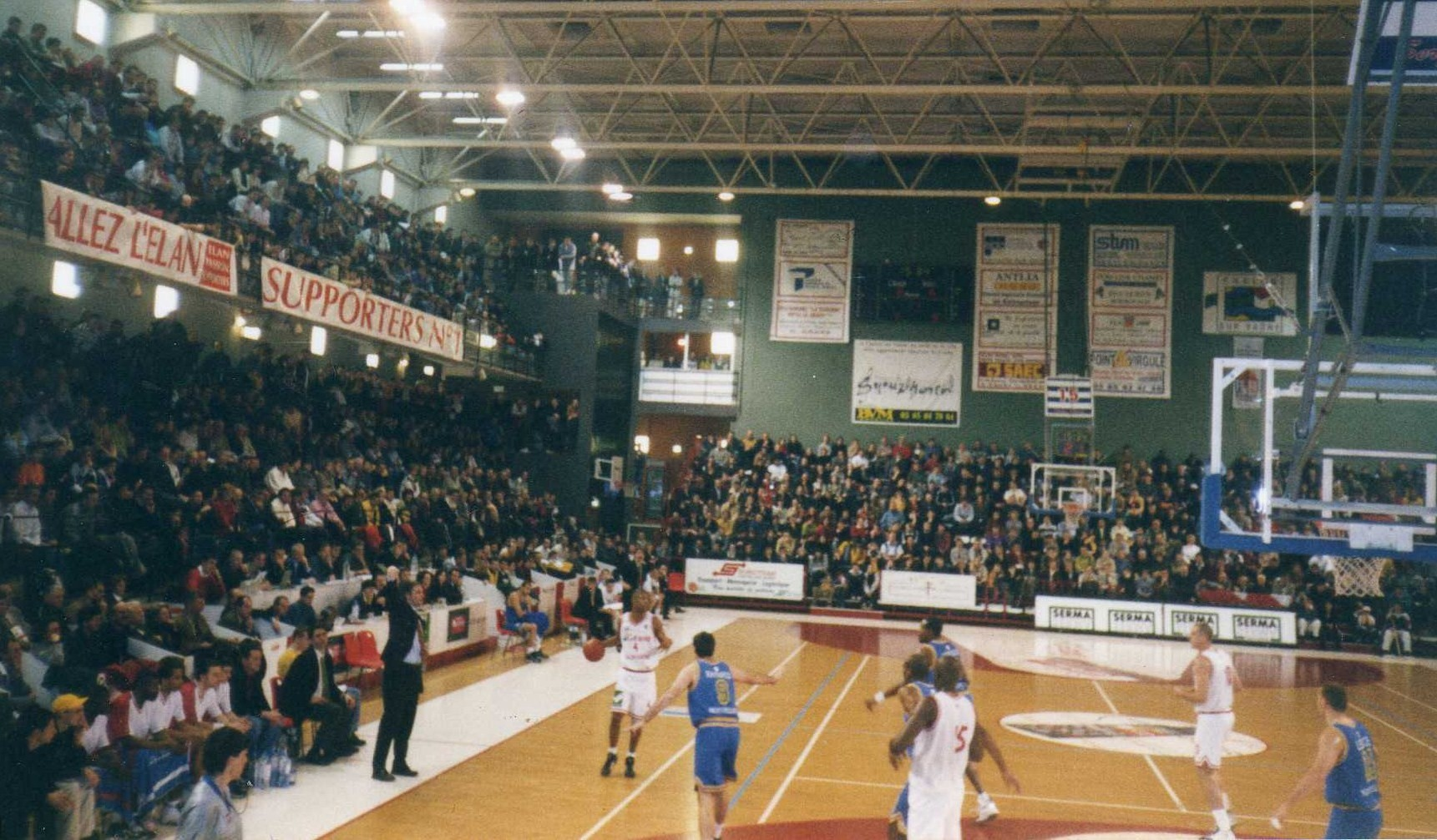
Match de Pro A à la Maison des Sports en 1999.
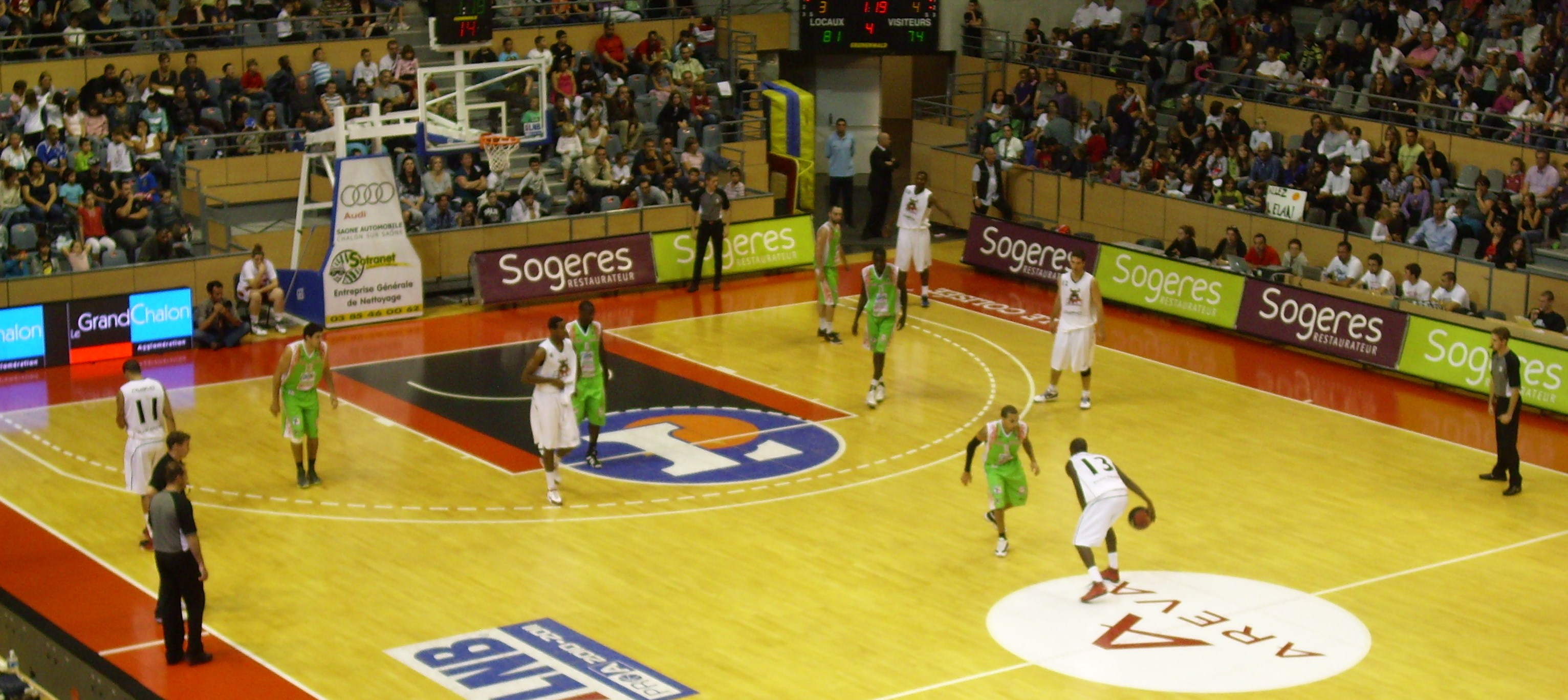
Match amical de l'Élan Chalon contre Bourg en 2011.
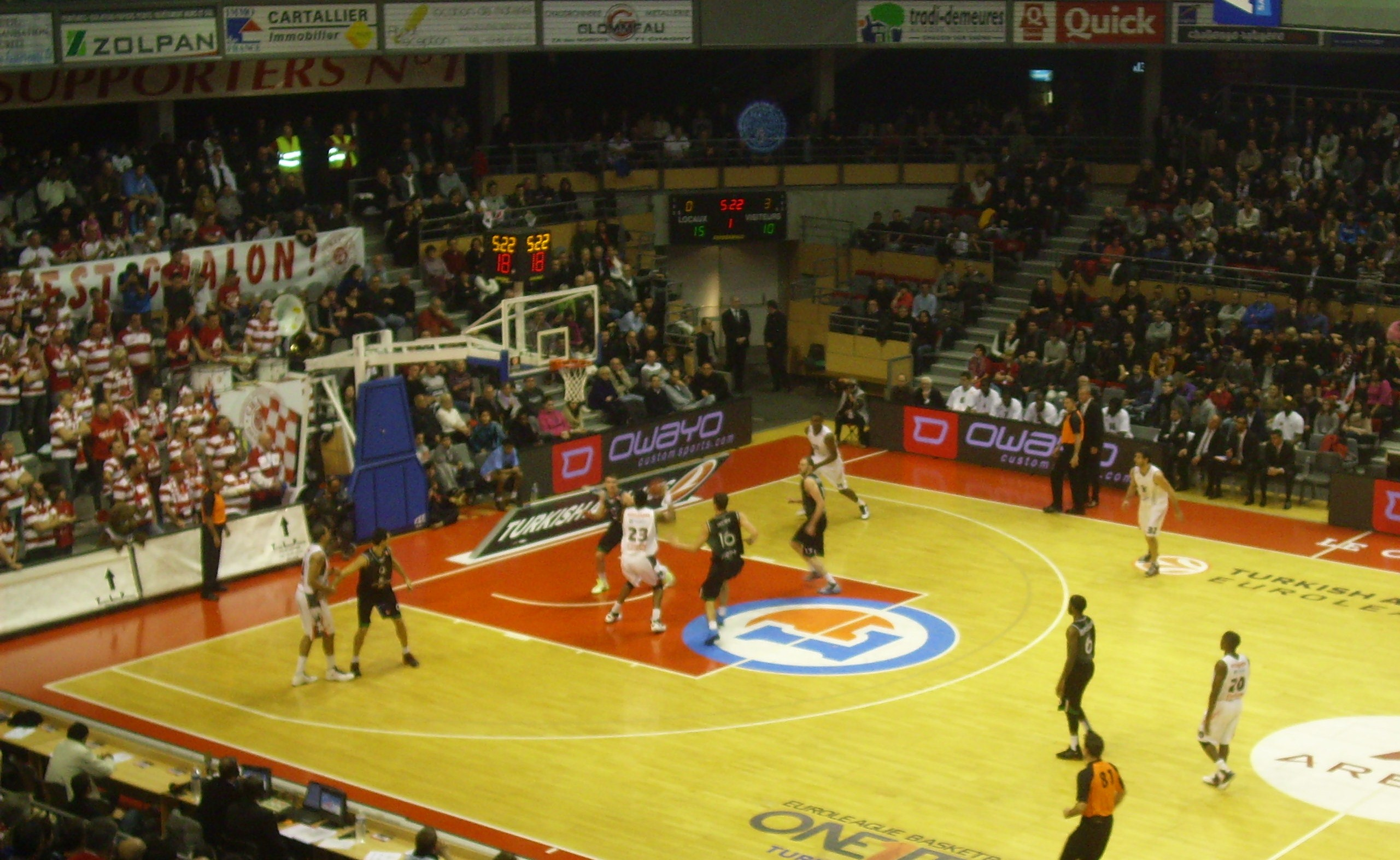
Élan Chalon - Sienne en Euroligue (2012).
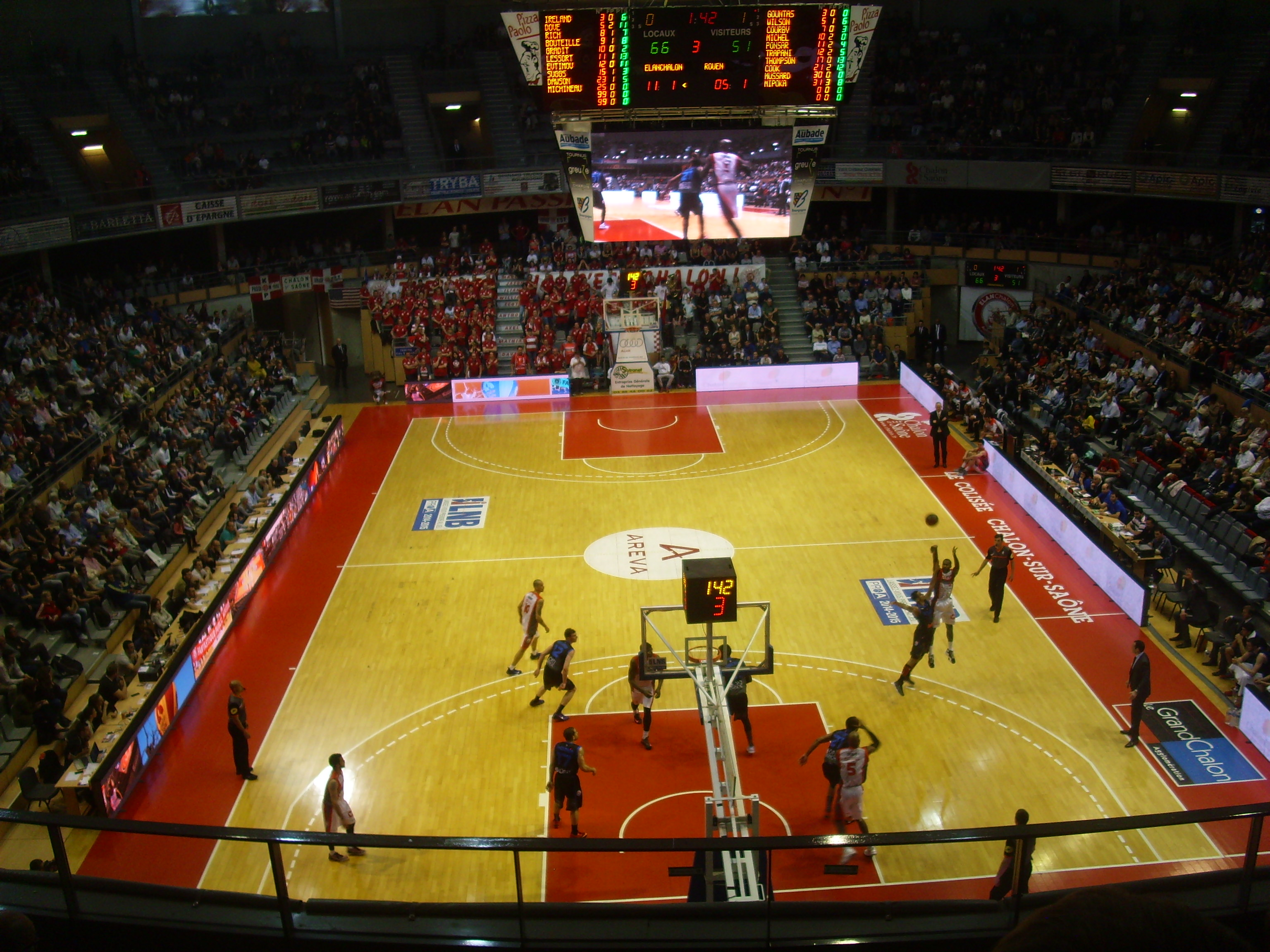
Match de Pro A de l'Elan Chalon contre Rouen en 2015.
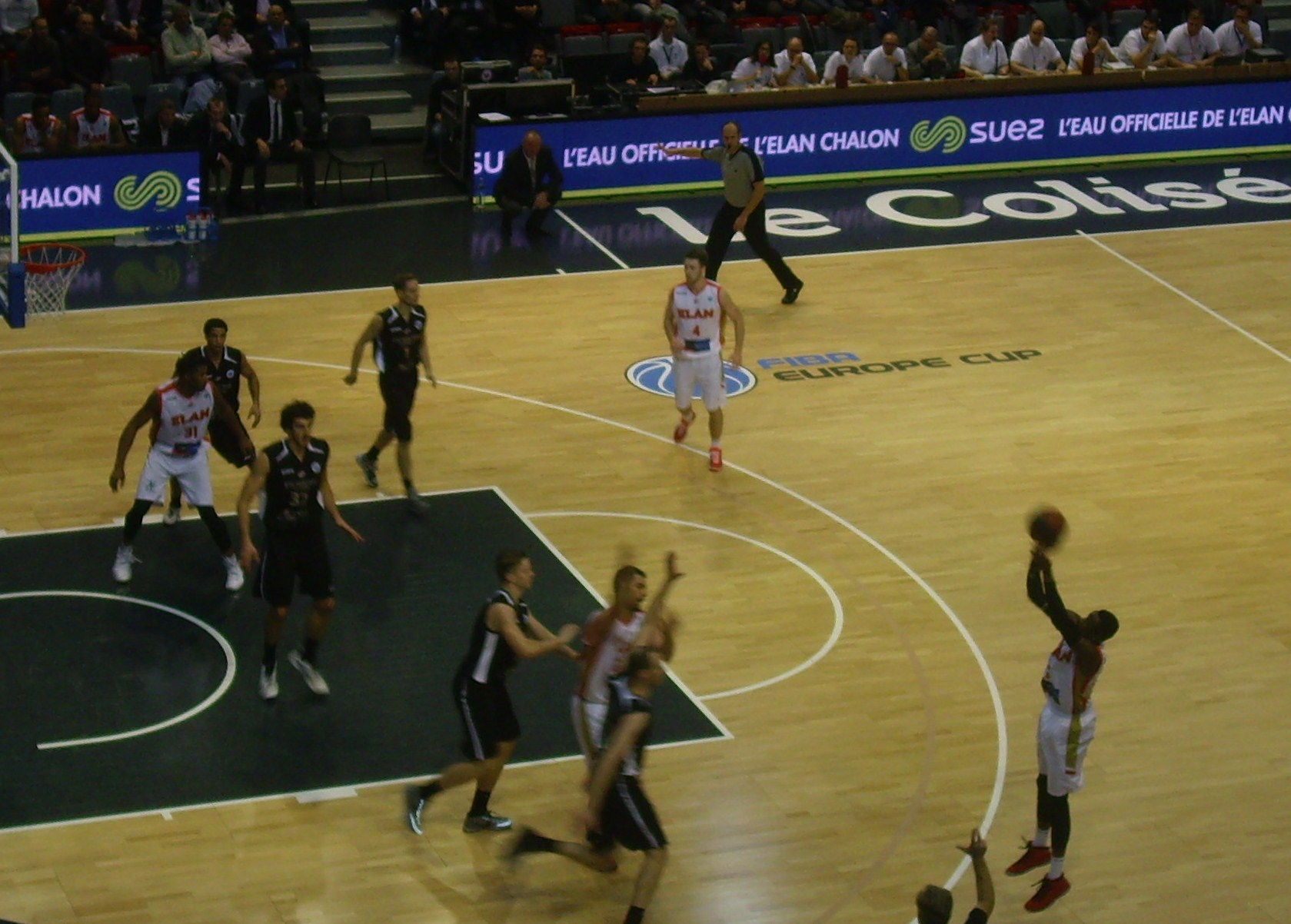
Match de FIBA Europe Cup 2015-2016 entre l'Élan Chalon et Den Bosch.

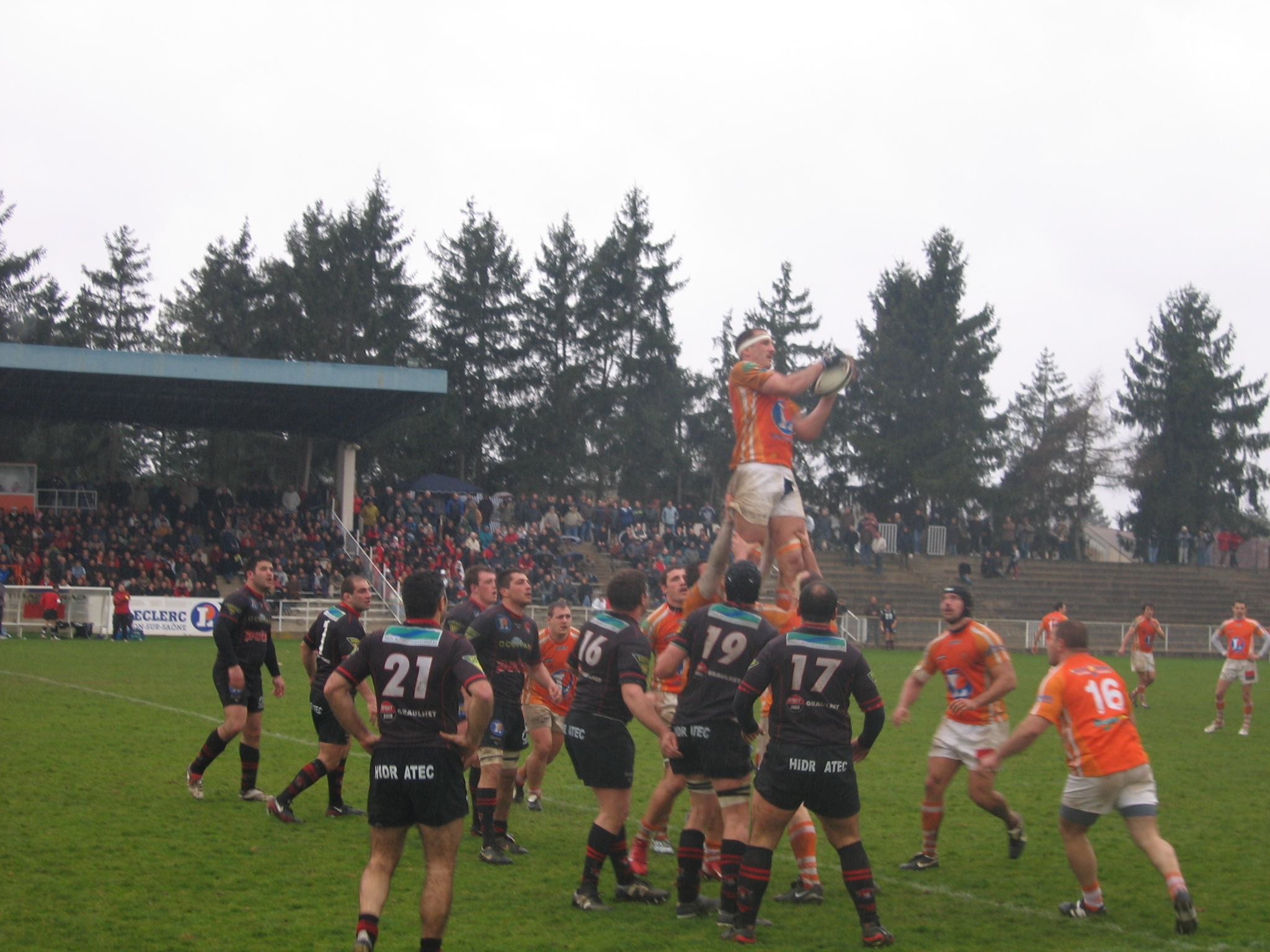
Régis Sigoire dans les airs avec le RC Chalon, lors de la saison 2006/2007.

Le Racing Club Chalonnais (rugby à XV), après une période faste dans les années 1970 et 1980, est redescendu en niveau mais a essayé de retrouver le chemin du haut niveau à la fin des années 2000 (pour une montée en Pro D2) et évolue actuellement en fédérale 1. Le club a subi un dépôt de bilan le 10 juin 2010 (renommé Association Sportive Racing Club Chalonnais) qui l'a fait redescendre en fédérale 3 mais une année entièrement remplie de victoires a amené le RCC au titre de champion de France de Fédéral 3 en 2011, puis une remontée en Fédérale 1 à la suite de sa demi-finale de Fédérale 2 en 2012. En 2015-2016, en Fédérale 1, le club se retrouve en janvier 2016 avec environ 1 million d'euros de dette, le club dépose le bilan, est forfait général pour le reste de cette saison 2015-2016 avec liquidation judiciaire le 16 février 2016 et est reparti en série régionale. 
Une nouvelle association est lancée le 1er février 2016 nommée Rugby Tango Chalonnais qui devient vice champion de France promotion honneur 2017 et vice champion de France honneur 2018. Le club évolue en Fédérale 3 en 2019-2020.
Le Handball Club Chalonnais (handball) est revenu en force dans le sport chalonnais en évoluant en Nationale 1 (3e division) de 2007 à 2011 mais redescendu en « Régionale 1 » en 2011 (problèmes financiers) pour remonter en Nationale 3 en 2012-2013 puis en Nationale 2 en 2013-2014, division ou est évolue toujours. Le Football Club Chalonnais (football) fait la navette depuis de nombreuses années entre la CFA 2 et la Division d'Honneur, ainsi en 2019-2020 l'équipe A évolue en Division d'Honneur de Bourgogne. En basket-ball féminin, le Chalon Basket Club (CBC) évolue en Pré-Nationale en 2019-2020, après avoir joué de 1994 à 2002 en deuxième division française (Nationale 1B puis appelé Nationale féminine 1). Le VBCC Volley-ball Club Chalon (volley-ball) qui évolue en 2019-2020 en Nationale 2 (Garçons) et Nationale 3 (Filles).

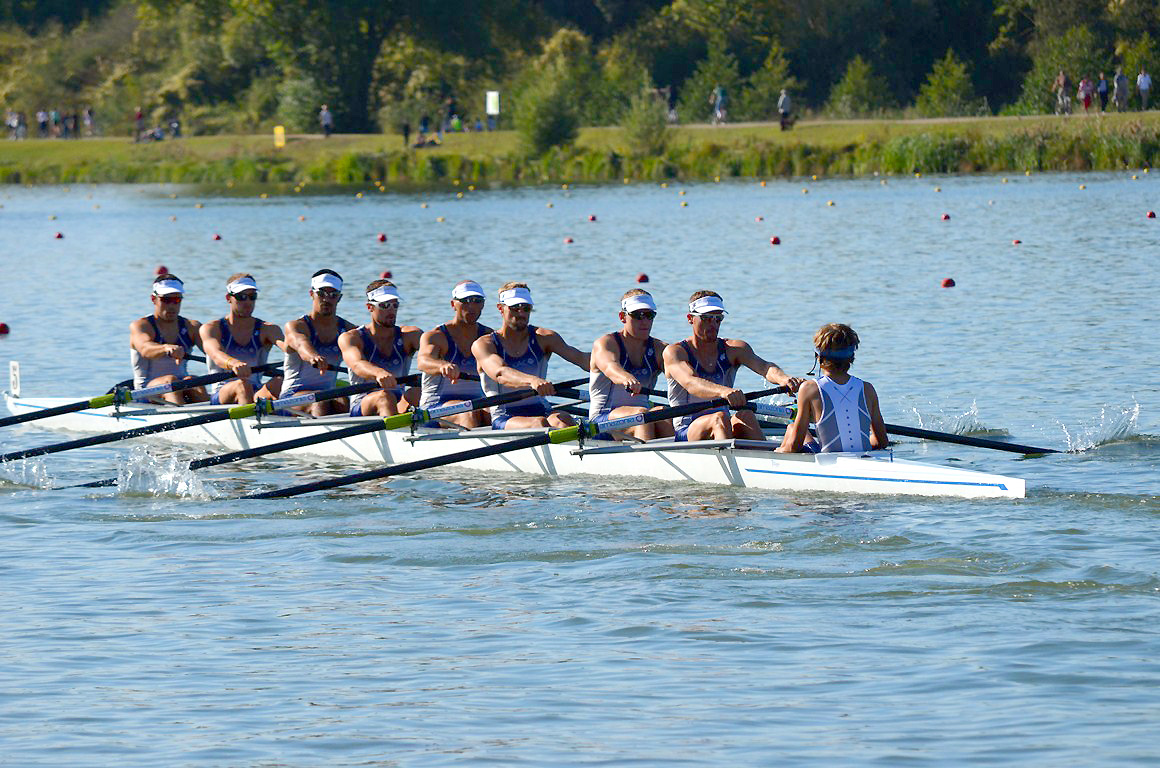
Championnat de France 2012.

Le Cercle de l'aviron de Chalon-sur-Saône (CAC) (aviron).
Le CAC compte dans ses rangs de nombreux internationaux, dont Adrien Hardy, champion olympique à Athènes en 2004, double champion du monde et champion d'Europe. Le club totalise 7 titres mondiaux. Ses rameuses et rameurs ont remporté 24 titres de champion de France depuis 2000, dans toutes les catégories (senior, junior, cadet et minime). En 1975, 1976 et 1977, André Picard, André Coupat, Michel Picard et Francis Pelegri sont champions du monde en quatre de pointe poids légers. En 2001, Sidney Chouraqui est champion du monde en quatre de pointe avec barreur et Jean-Baptiste Dupy est champion du monde en huit. En 2003 et 2006, Adrien Hardy est champion du monde en deux de couple. En 2008, Adrien Hardy est champion d'Europe en huit. En 2009, Fabrice Moreau est champion d'Europe en quatre de pointe poids légers.
Le Cercle nautique chalonnais (natation) se perfectionne depuis plusieurs années et accueille des compétitions nationales, comme les Championnats de France de natation en petit bassin 2005. En 2010-2011, ce club de natation se classe 3e au niveau français.
Le CSBC, Chalon sur Saône Badminton Club (badminton) avec loisir et compétition[1] a vu le jour en 2003. Le CSBC ne cesse de grandir grâce à ses nombreux adhérents ce qui lui permet d’accueillir différents publics (compétiteurs, loisirs et jeunes) mais surtout de créer des évènements de qualité (2 tournois de 2 et 3 jours sur l’année, du fitbad, des soirées ouvertes à tous pour la découverte du sport, etc.). Le CSBC compte dans ses rangs des joueurs nationaux et régionaux ce qui lui permet d'avoir pour la saison 2023-2024 en interclub : une équipe en pré-nationale ; deux équipes en régionale et deux équipes en départemental. Aussi, le CSBC a pu être représenté au niveau international grâce à la participation en aout 2022 d'un de ses compétiteurs aux Championnats d’Europe Vétérans en Slovénie
Les Vikings de Chalon (baseball). Tennis club Chalon et son école de tennis (tennis). Le Roller Hockey Chalonnais (roller hockey) (RHC) possède son équipe sénior en Nationale 2.
Chalon possède aussi un club de football américain : les Centurions de Chalon-sur-Saône (football américain), qui compte une cinquantaine de licenciés.
Les Francs Archers Chalonnais (Tir à l'arc), créé en 1969.

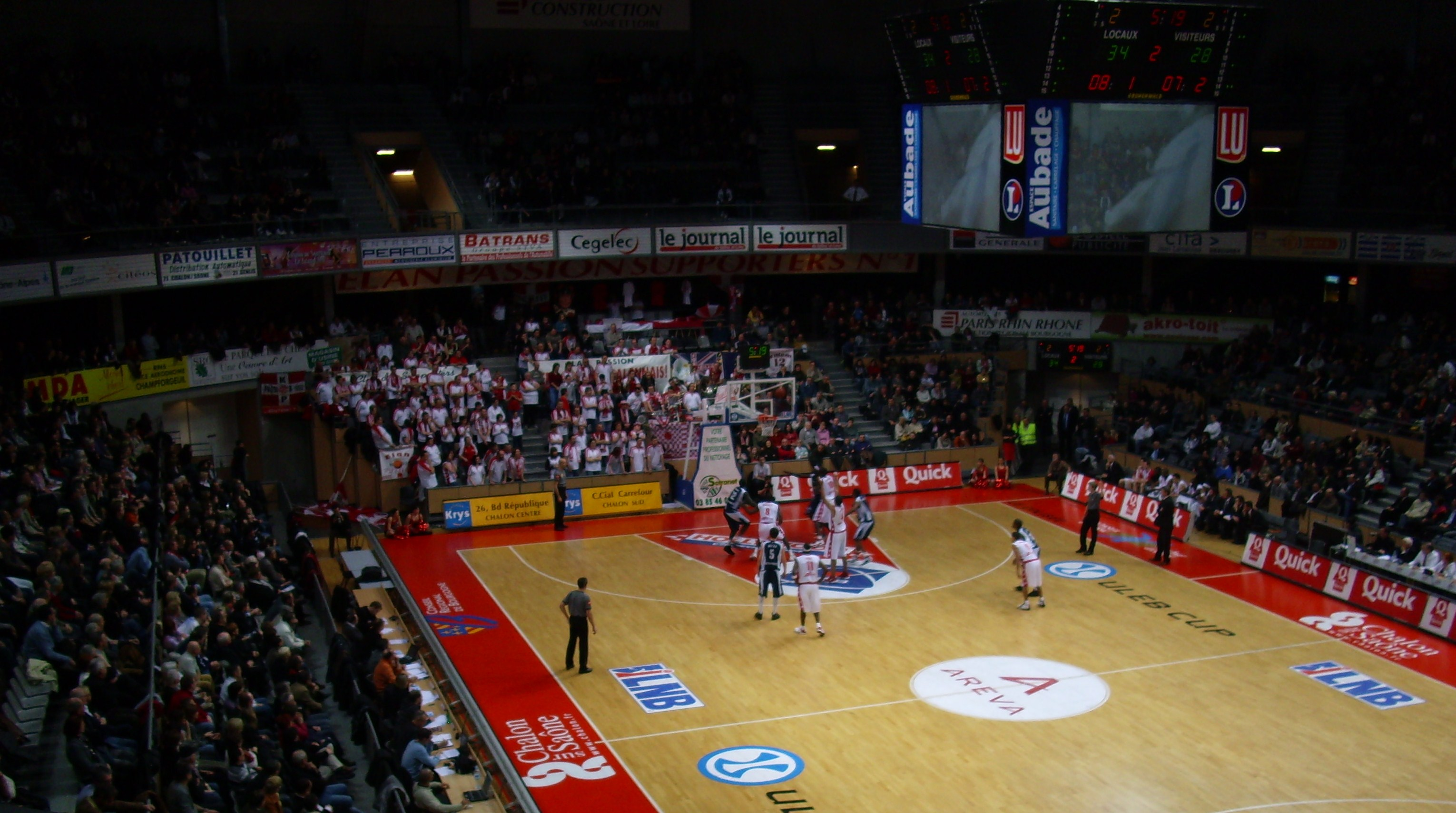
Élan Chalon : match de Pro A au Colisée en 2008.
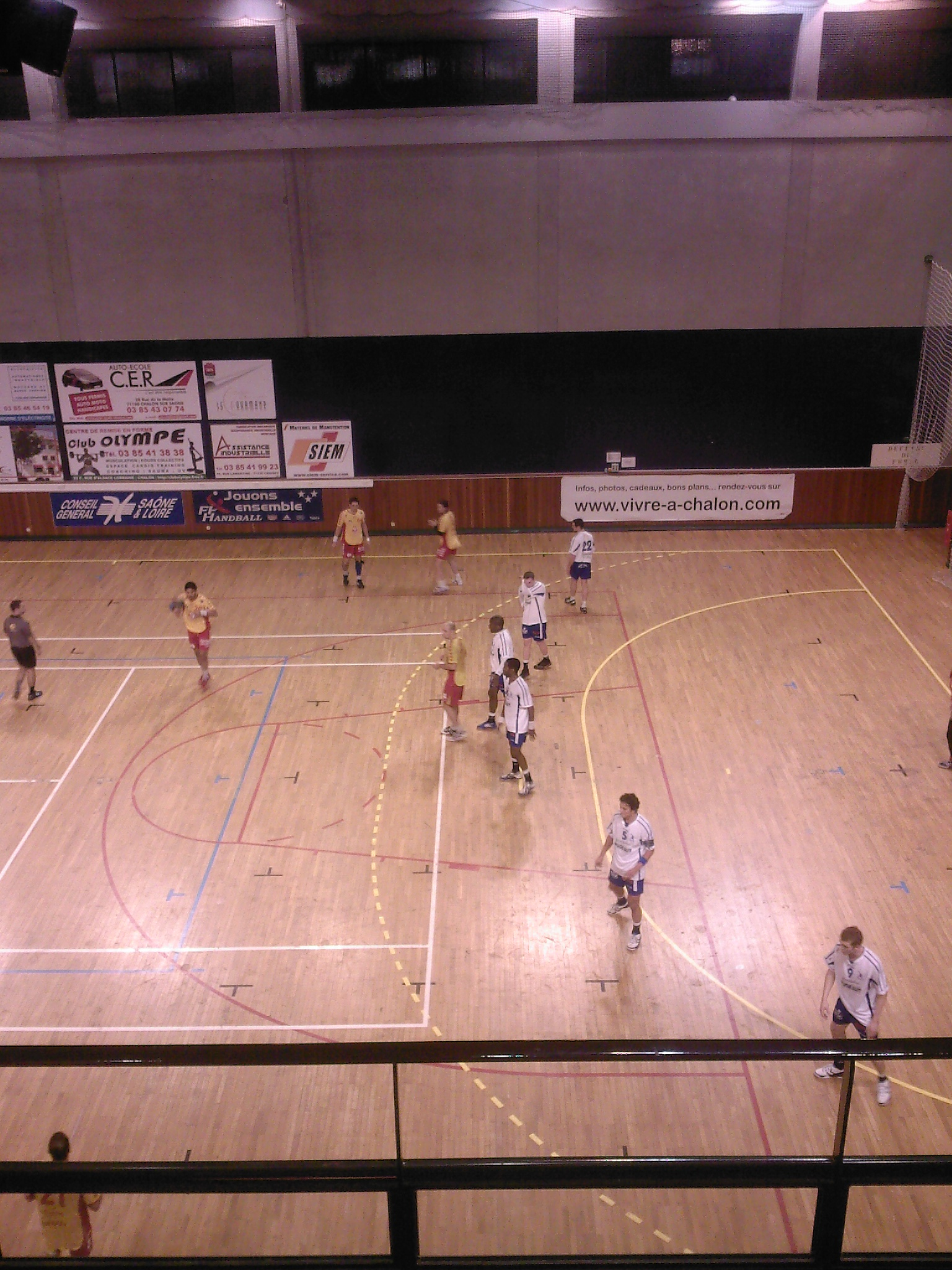
Match du HBCC en 2009 contre Martigues en Nationale 1.
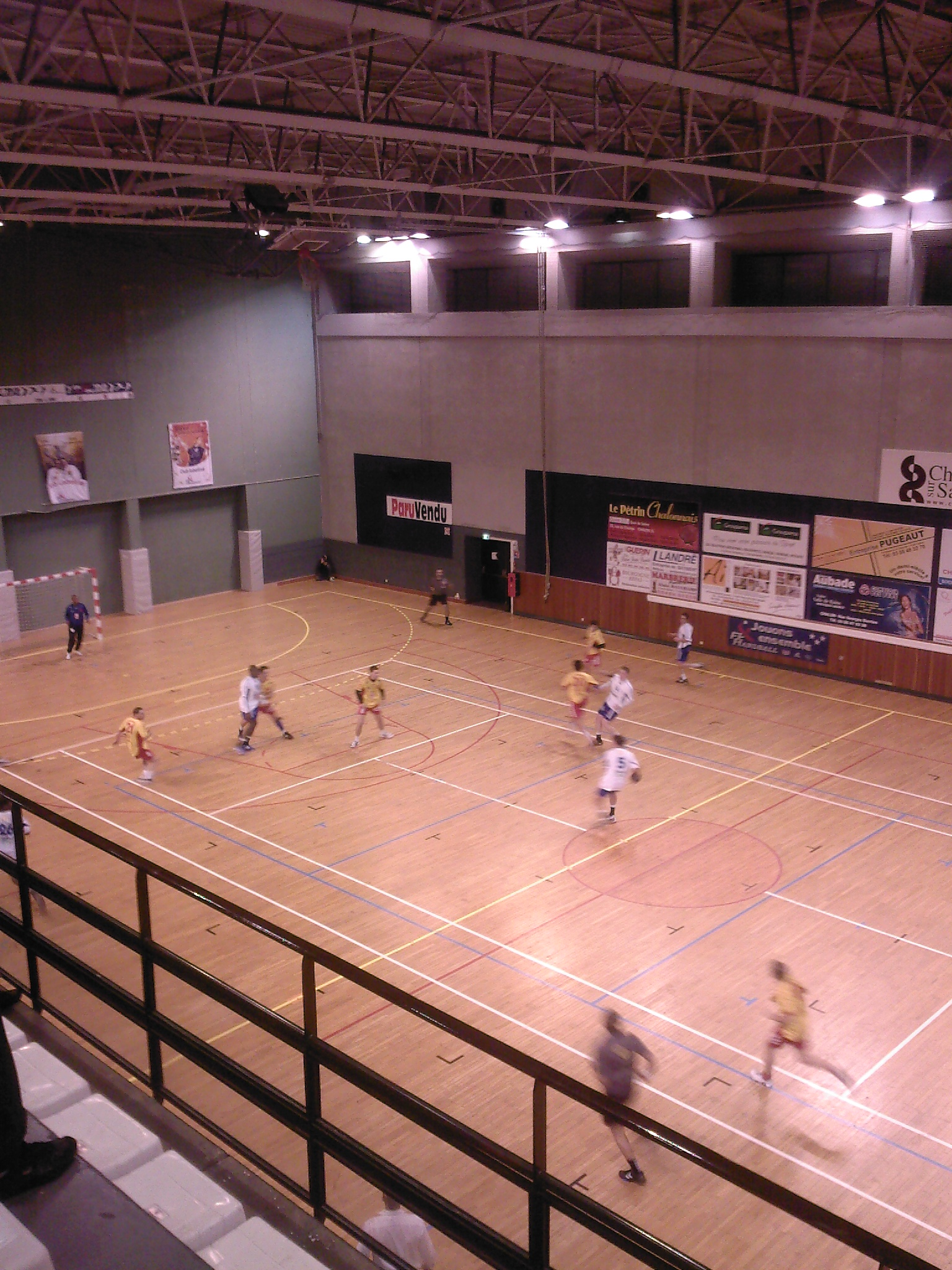
Match du HBCC en 2009 contre Martigues en Nationale 1.
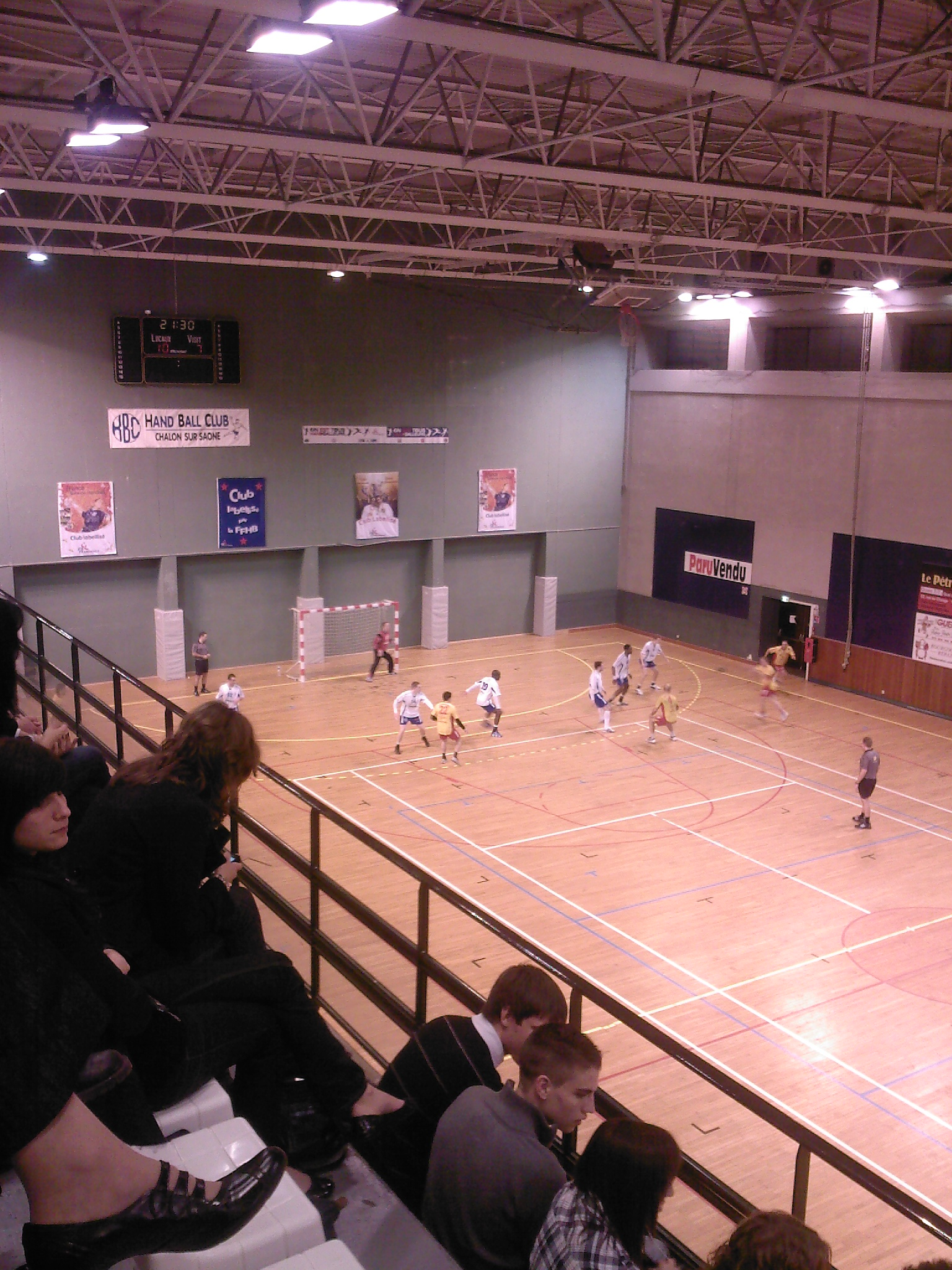
Match de handball du HBCC en 2009 (Nationale 1).
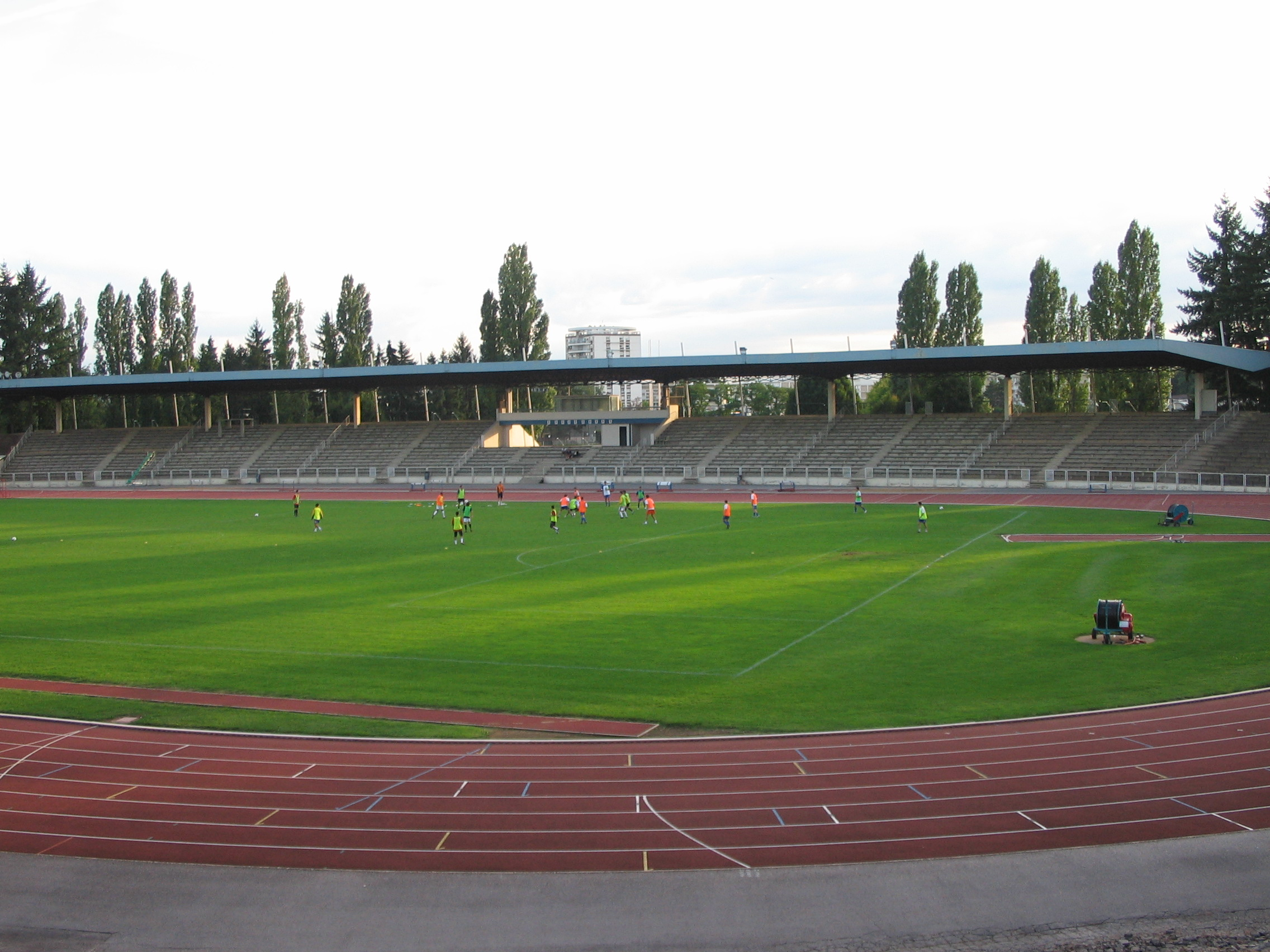
Vue du stade Léo-Lagrange.

### Santé
En 2009, la ville dispose d'un centre hospitalier (William-Morey) et d'une clinique privée (Sainte-Marie). Le centre hospitalier était très ancien (construit en 1549 par la bienfaitrice Abigaïl Mathieu), enclavé sur une île et ne répondait plus aux normes d'un établissement de santé moderne. Sa reconstruction est décidée sur un autre site. L'ancien ne sera pas entièrement détruit car en partie classé monument historique. Par ailleurs il est répertorié 56 médecins-généralistes.
Le nouveau centre hospitalier William-Morey (nom inchangé) est inauguré en septembre 2011. dans un parc d'une superficie de 5 hectares ; il est géré par le Grand Chalon. Ce bâtiment monospace de 100 × 200 m sur 5 niveaux, est une construction hospitalière innovante, répondant aux spécificités d'un établissement de santé moderne, durable et vivant. L'hôpital est également le siège du service d'accueil des urgences et du SAMU départemental.
Son organisation générale repose sur des pôles d'activités intégrant sur un même plateau les activités de jour (consultations) et l'hospitalisation. Elle anticipe les textes de la réforme hospitalière - « Nouvelle Gouvernance » -. Elle limite ainsi les déplacements des patients et des soignants et favorise les collaborations des équipes médicales. Elle regroupe neuf pôles médicaux-techniques et un pôle de gestion / formation :
- pôle 1 : cardiologie, neurologie, diabétologie, endocrinologie ;
- pôle 2 : maladies digestives, chirurgie générale et spécialités ;
- pôle 3 : pneumologie, cancérologie ;
- pôle 4 : médecines, hémodialyse ;
- pôle 5 : mère – enfant ;
- pôle 6 : SAU, SAMU – SMUR ;
- pôle 7 : bloc, anesthésie, réanimation, ortho-traumatologie ;
- pôle 8 : gérontologie ;
- pôle 9 : médico-technique et de rééducation.

Ses caractéristiques principales sont :
- un service d'accueil des urgences adultes et pédiatriques dimensionné pour plus de 40 000 passages par an avec 3 postes de déchoquage et 16 postes d'examens[123], le SAMU 71 ;
- 421 lits et places en Médecine, Chirurgie et Obstétrique
- 42 lits de convalescences à orientation gériatrique
- 269 lits d’Hébergement pour Personnes Âgées Dépendantes
- 1946 personnels hospitaliers, dont 260 personnels médicaux
- 8 salles d'opération ;
- 24 lits de réanimation - surveillance continue ;
- 6 salles d'accouchements ;
- 12 salles d'imagerie, un scanner et une IRM ;
- un plateau de laboratoires ;
- une hélistation en toiture.

C'est un hôpital "technologique" : équipement « high tech » du bloc opératoire (luminosité, température, système de visioconférence…), système d'information intégrant la téléphonie, terminaux multimédias au lit du malade, nouvelle chaîne préanalytique en biologie, dotation d'un scanner 128 barrettes, nouvel équipement de restauration, réseau de transport pneumatique (transport automatique des médicaments, des prélèvements et poches de sang) et une nouvelle IRM dans le cadre du GIE Vallée de l'image.

### Sécurité
On peut noter la présence de la Police Nationale : Hôtel de police (sécurité publique) et CRS no 43, et d'un peloton motorisé (PMO) assurant la sécurité sur l'autoroute A6 et dans le Chalonnais.
La compagnie de gendarmerie de Chalon-sur-Saône, siège du commandement de la gendarmerie pour l’arrondissement de Chalon-sur-Saône, y est également installée rue Georges-Lapierre depuis 1991.
L'ancienne prison de Chalon-sur-Saône a définitivement fermé ses portes le 25 octobre 1991 ; elle avait été inaugurée le 20 octobre 1844

### Médias
La ville accueille le siège central du Journal de Saône-et-Loire.
Plusieurs radios sont implantées dans la ville :
- RCF en Bourgogne (88.3 FM) : radio locale chrétienne du Diocèse de Dijon[125],
- NRJ Saône-et-Loire (91.9 FM) : antenne locale d'NRJ à Chalon-sur-Saône. Elle émet aussi ses décrochages locaux au Creusot (104.5 FM)[126] ;
- Fréquence Plus Chalon-sur-Saône (94.0 FM) : radio régionale basée à Dole. Elle émet sur la Côte-d'Or, la Nièvre, la Saône-et-Loire et le Jura ;
- Europe 2 Chalon-sur-Saône (97.8 FM) : programme local dijonnais de Virgin Radio avec des infos locales et publicités de Chalon ;
- Chérie FM Chalon-sur-Saône (102.4 FM) : antenne locale de Chérie FM à Chalon-sur-Saône. Elle partage ses locaux avec NRJ Saône-et-Loire. Elle diffuse aussi son programme local au Creusot (100.0 FM) et à Lons-le-Saunier (105.2 FM) ;
- France Bleu Bourgogne (103.1 FM) : radio locale publique de Dijon. Elle est aussi audible sur 103.7 FM car cette fréquence émet depuis le site des Clos Dames Huguettes à Nuits-Saint-Georges ;
- Radio Prévert (105.9 FM) : radio associative du collège Jacques-Prévert de Chalon[127] ;
- Tonic Radio (91.1 FM), radio basée à Lyon.

D'autres radios émettent en passif sur Chalon : Nostalgie (88.7 FM), RMC (94.8 FM), RFM (99.7 FM), RTL (101.5 FM), Europe 1 (106.7 FM) et Skyrock (107.1 FM). Des radios publiques sont reçues grâce au site d'émission de Nuits-Saint-Georges : France Inter (95.9 FM), France Musique (99.2 FM) et France Culture (93.7 FM). France Info (105.0 FM) possède un réémetteur sur Chalon-sur-Saône et Autoroute info (107.7)
France 3 Bourgogne est reçu sur Chalon grâce à deux émetteurs : celui de Nuits-Saint-Georges et celui du Mont-Saint-Vincent. À noter que le site du mont Rond, situé sur un massif du Jura dans le département de l'Ain, est recevable sur Chalon mais diffuse France 3 Rhône-Alpes et France 3 Alpes.
Chalon compte depuis septembre 2016 une WebTélévision association dite IPAC (pour « Indépendante, Participative, Associative et Citoyenne ») : « chalontv.info ». Elle traite, en vidéo, des thématiques de l'actualité sur le Grand Chalon. Ce média a été labellisé « média d'information sociale de proximité » par le ministère de la Culture (août 2017 et août 2018). Il est porté par l'association TYPO, créée en 1996 et qui a réalisé jusqu'en 2015 un média lycéen sur la Bourgogne (pages dans la PQD, site internet, magazine à l'étranger…).

### Associations
En 2009, on compte environ 800 associations dans la ville.

### Manifestations culturelles et festivités
- Chalon dans la rue : festival annuel de spectacle de rue créé en 1987 qui accueille plus de 200 000 spectateurs en 5 jours, fin juillet, ce qui en fait l'un des plus importants festivals d'arts de la rue organisé en France. En 2003, à la suite des changements par le gouvernement des droits des intermittents du spectacle, et contrairement à la volonté des organisateurs, traitant ceux-ci de « poignée d'agitateurs », la majorité des acteurs du festival firent grève et continuèrent le mouvement après les « dates limites » en présentant concerts, spectacles, restauration gratuits dans les différentes cités (Le Stade, les Prés St Jean), etc.
- Le carnaval de Chalon[129] qui a lieu tous les ans de fin février à début mars, soit deux dimanches[130].
- Les montgolfiades qui sont organisées chaque début d'été pour marquer le début des grandes manifestations des mois de juillet et d'août. C'est un rassemblement de nombreuses montgolfières.
- La foire de Chalon qui a lieu chaque année début octobre.
- Le Salon du Livre Jeunesse de Chalon, chaque année à la fin du mois de mai depuis 2016 aux Salons du Colisée.

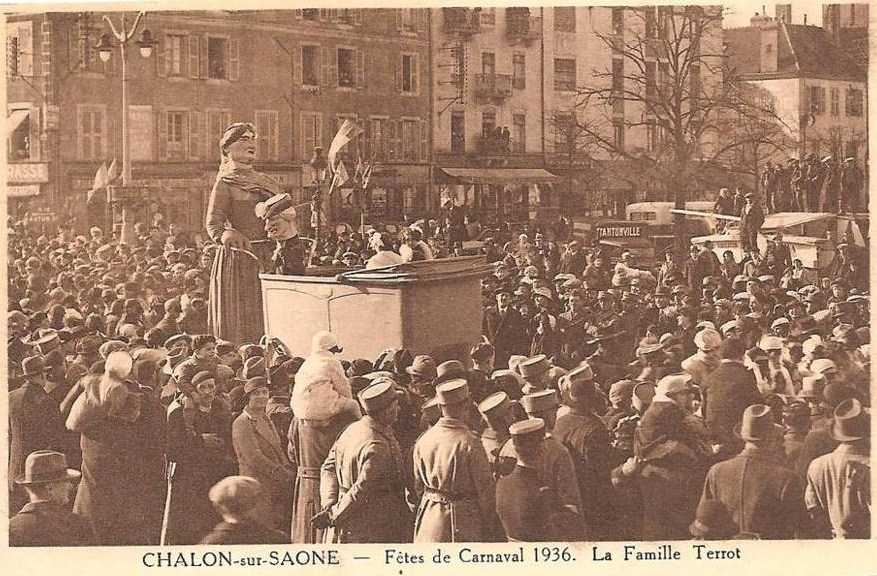
Carnaval de Chalon-sur-Saône - 1936 - La Famille Terrot.
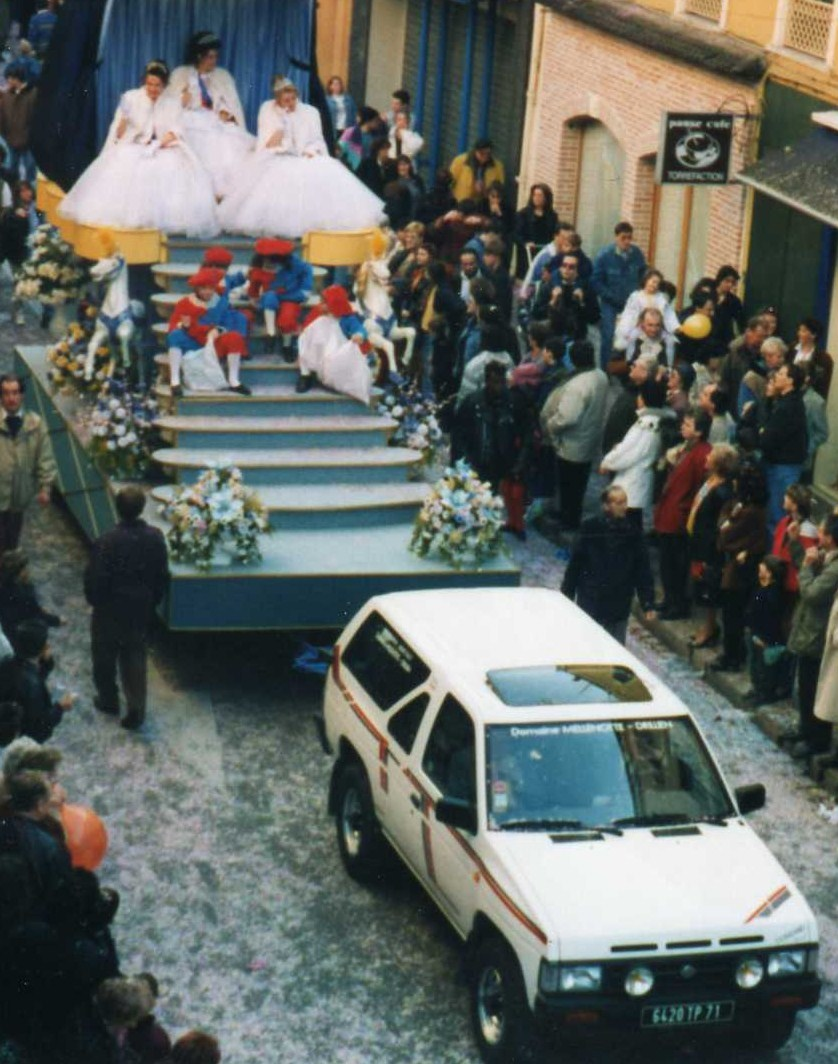
Carnaval : char des reines - 1995.
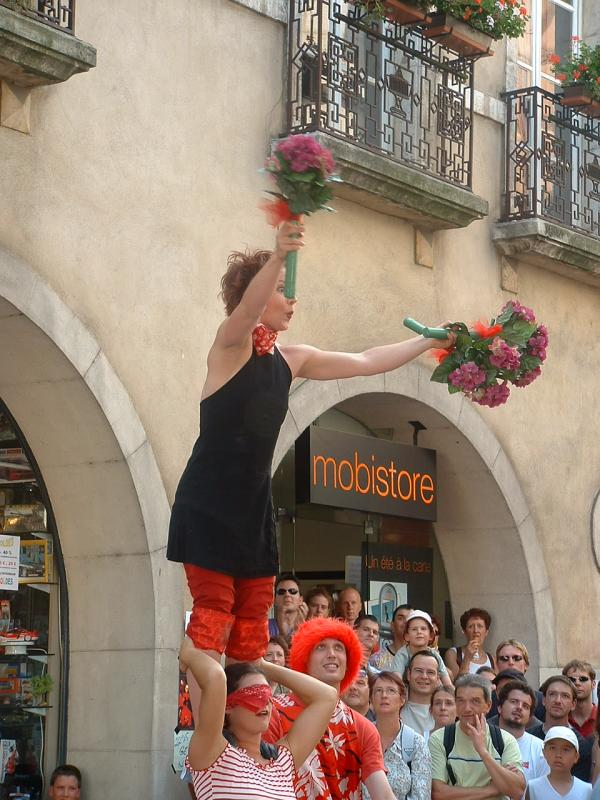
Chalon dans la rue : ambiance au coin d'une rue - 2004.
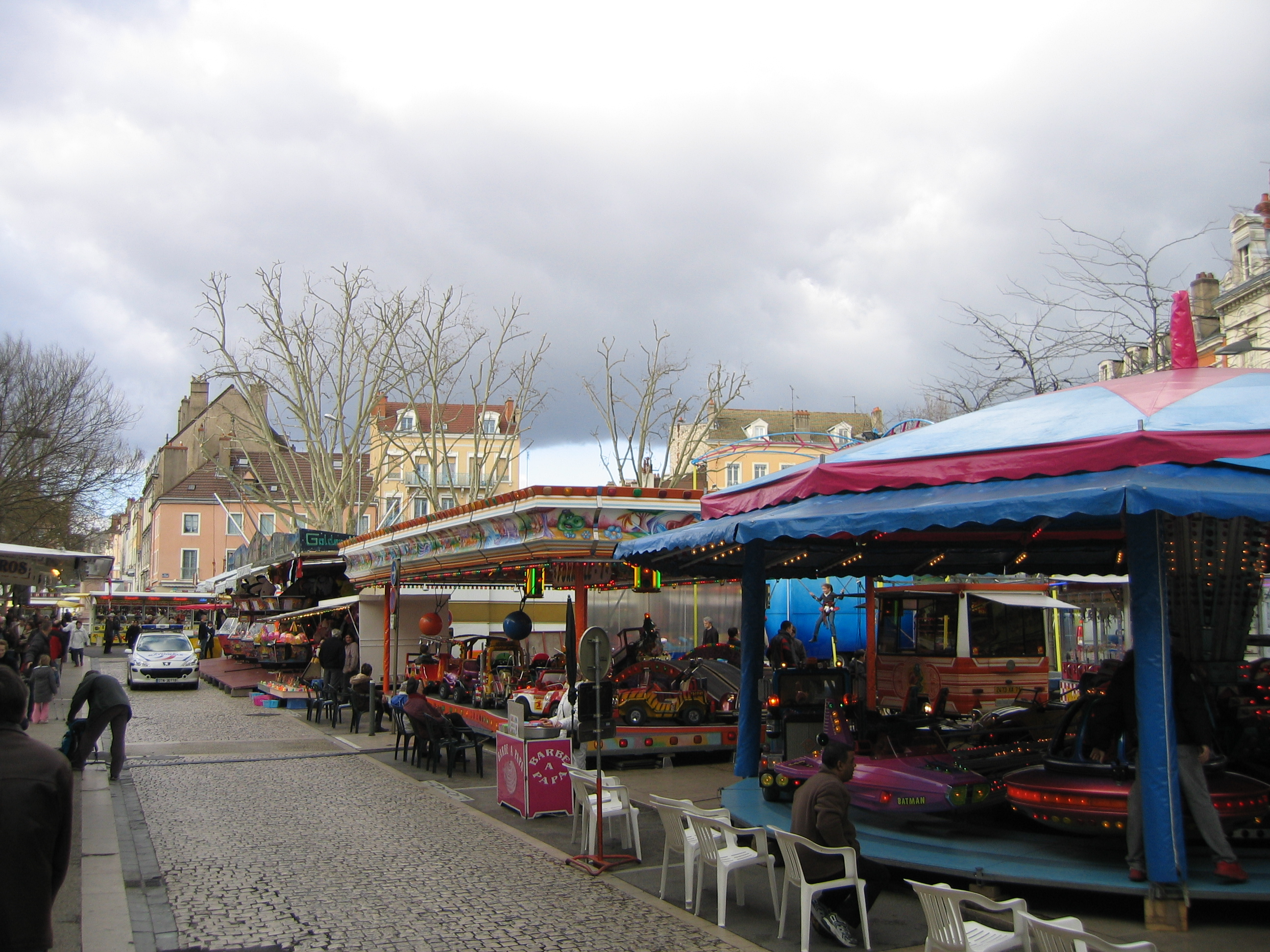
Carnaval (place de Beaune) - 2008.
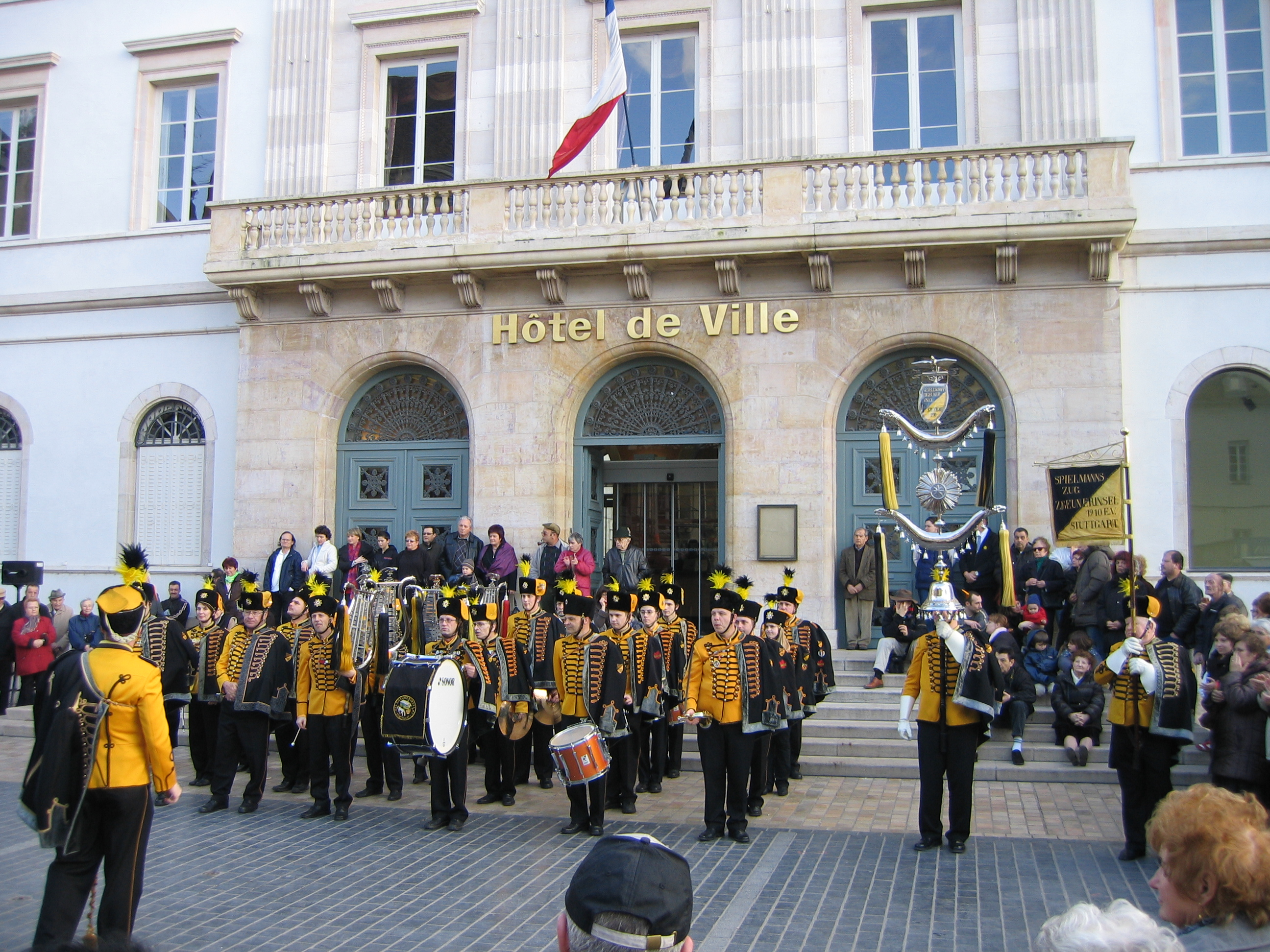
Carnaval : les zingeunerinsel sur le devant de la mairie - 2008.

## Économie

### Revenus de la population et fiscalité
En 2012, le revenu fiscal médian par ménage était de 16 970 euros.

### Emploi, industrie, services
L'agglomération de Chalon-sur-Saône est le deuxième pôle économique de Bourgogne avec plus de 43 400 emplois en 2012. Elle entretient des liens très forts avec l'agglomération du Creusot-Montceau qui est aussi en Saône-et-Loire. Chalon-sur-Saône est une ville économiquement indépendante mais depuis plusieurs années, l'influence de Lyon se fait de plus en plus présente comme à Mâcon.
Les principaux domaines d'emplois sont spécialisés dans le nucléaire, la chimie (plasturgie, photographie), la métallurgie et la mécanique.
On note la présence du Bureau de la Chambre de commerce et d'industrie de Saône-et-Loire qui gère l'École de Gestion et de Commerce de Chalon-sur-Saône ainsi que le port fluvial de commerce de Chalon-sur-Saône. 
En 2021, Il y a en tout 2 472 établissements économiques dans cette ville : 764 commerces, 454 services aux particuliers, 409 établissements d'éducation, de santé et d'action social, 378 services aux entreprises, 122 entreprises de construction, 69 industries agricoles et alimentaires, 64 entreprises d'activités immobilières, 60 entreprises de transport, 49 industries de biens intermédiaires, 35 industries de biens de consommations, 34 entreprises d'énergie, 33 industries de biens d'équipements et 1 industrie automobile[Quand ?]

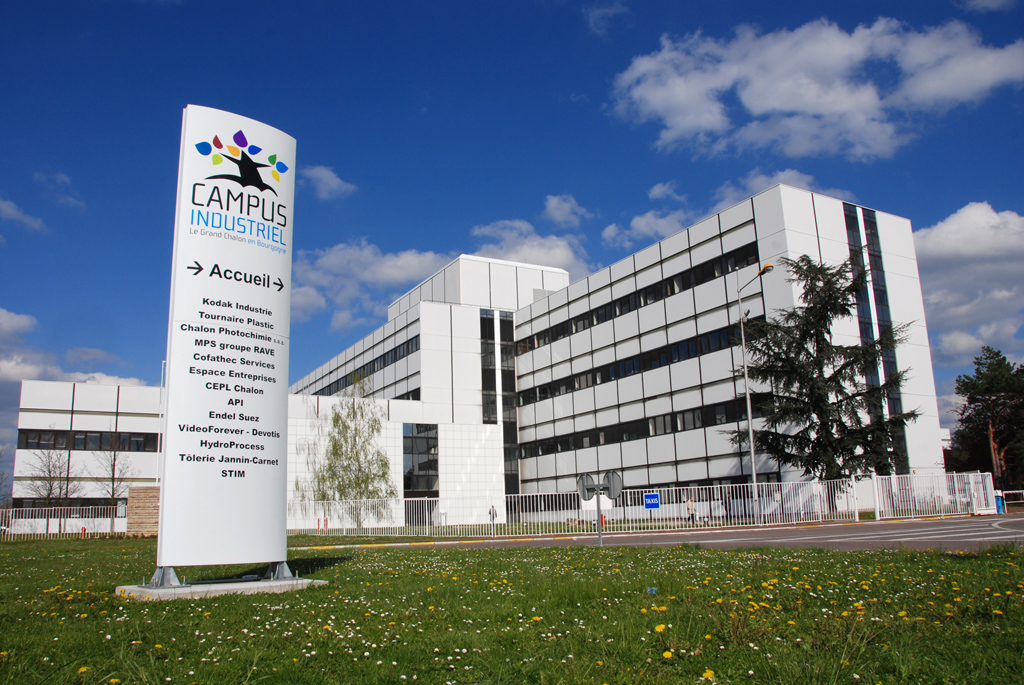
Le Campus industriel.

Les entreprises les plus importantes sont Framatome, Saint-Gobain, Nordeon, Cartonnerie Laurent (International Paper), Chalondis, Carrefour 2000, Géant Casino, Comptoirs des Fers, Cayon, Le journal de Saône-et-Loire, Gerresheimer, Alfa Laval… Kodak était jusqu'au début des années 2000, la plus grosse industrie de cette ville. Ce site de production a été transformé en Campus industriel Le Grand Chalon en Bourgogne à partir de 2005.
On constate depuis quelques années[évasif] un fort développement de l'activité logistique à Chalon-sur-Saône et dans son agglomération. En effet, en 2009, Honeywell a choisi d'y installer une plate-forme logistique avec 90 emplois permanents. En 2012, c'est au tour du géant américain du commerce en ligne Amazon d'y établir sa troisième plate-forme logistique de France, 40 000 m2, au détriment de Beaune. Le site emploie 400 personnes en CDI et s'approche des 500 emplois permanents. Enfin, en 2015, les entreprises allemandes Zooplus et Rhenus, associées dans un projet commun, s'installent dans l'agglomération chalonnaise et envisagent d'y créer 200 emplois en CDI d'ici la fin de l'année 2015 mais ont déjà l'ambition de dépasser ce seuil. Parmi les sociétés de ce secteur, on peut citer aussi les groupes Sobotram (820 salariés) et Cayon (650 salariés) qui ont tous deux leurs sièges sociaux dans l'agglomération chalonnaise[réf. nécessaire].
L'agglomération chalonnaise accueille aussi de nombreux sièges sociaux dont celui de la société Nextalis, à La Loyère, plus connue sous le nom de ses salles de sports qui sont Amazonia, Gigagym et Wideclub, ainsi que de plusieurs PME et de grandes entreprises comme Arcom, PEI, Cayon, Nextis, Groupe Sobotram, Escofier, René Pierre…[réf. nécessaire]

### Zones d'activités
- la Zone industrielle Nord, plus communément appelée « Saôneor », qui regroupe plus de 300 entreprises et plus de 6 600 emplois ;
- la Zone industrielle Sud avec une centaine d'enseignes commerciales et plusieurs usines comme celle de Framatome Chalon Services (1 080 salariés dont 400 sur site), de Framatome (980 salariés), Gerresheimer (150 salariés)… ;
- le parc d'activité du Val de Bourgogne avec les plateformes logistique d'Amazon, Rhenus, Honeywell et les entreprises Tecnatom Metalscan, Tempo One…

### Commerces
La ville de Chalon-sur-Saône est, en 2018, le premier pôle commercial de Saône-et-Loire et le deuxième de Bourgogne. Les commerces se situent :
- en centre-ville avec des enseignes comme Utile, Monoprix, Sephora, Armand Thiery, Fnac ;
- en zone commerciale la Thalie avec comme enseignes Intermarché[133], Conforama, Bricoman… ;
- et en zone commerciale Chalon Sud qui est en plein développement avec les enseignes Carrefour, Boulanger, Celio, Sport 2000, Devred et Kiabi entre autres.

### Tourisme
La ville attire des touristes venant pour plusieurs raisons : l'attrait historique, l'art, la gastronomie et les vins (vignobles de la côte chalonnaise).

## Culture locale et patrimoine
Chalon-sur-Saône est classée Ville d'art et d'histoire.
Chalon-sur-Saône est le siège d'une société savante : la Société d'histoire et d'archéologie de Chalon-sur-Saône (SHAC), fondée en 1844 et ayant pour devise « Servare, Narrare ». Cette société publie trois fois par an un bulletin dont le titre est Chroniques châlonnaises (n° 94 en janvier 2025) et, chaque année, ses Mémoires (tome 92 en 2024).

### Lieux et monuments

#### Monuments civils
- Nicéphore Cité : plateforme de ressources en images et sons.
- L'Abattoir : ancien abattoir régional, l'Abattoir est devenu une structure culturelle qui accompagne et soutient les artistes de rue au fil de leurs créations. Il est l'un des quatorze centres nationaux des arts de la rue et de l'espace public de France (label attribué par le ministère de la Culture et de la Communication en 2005) et organise le festival transnational des artistes de la rue, Chalon dans la rue, créé en 1987.
- Le Conservatoire à rayonnement régional de musique, de danse et de théâtre.
- La Péniche. Salle de musiques actuelles. Hébergée dans l'enceinte de L'Abattoir, une salle conventionnée de concert (L'Abatt') est créée en 1994. Elle change de nom en 1999 et devient LaPéniche.
- L'Arrosoir. Jazz-club créé en 1971.
- L'Espace des Arts. anciennement maison de la culture de 1971[134] à 1984. Théâtre, danse, musique, arts plastiques, cinéma… et sur le même bloc, la Maison des Sports (sports : basket-ball, handball…).
- Théâtre municipal. Théâtre à l'italienne (façade terminée en 1783).
- Théâtre Grain de Sel. Petit théâtre mis à la disposition de Jacques Baillard (Théâtre de Saône-et-Loire) en 1982. Il est actuellement géré par Jean-Jacques Parquier (le Théâtre à Cran) depuis 2006.
- Le parc des expositions[135] et le Colisée.
- La maison des vins de la côte Chalonnaise.
- L'ancien palais épiscopal, sur des vestiges gallo-romains et médiévaux, ensemble des XVIIe et XVIIIe siècles.
- Le pont Saint-Laurent qui a été partiellement détruit dans la nuit du 5 septembre 1944. Il a été entièrement détruit pour le reconstruire légèrement déplacé. Cette reconstruction a permis d'étudier le pont ancien dont les éléments archéologiques avaient été déposés entre 1946 et 1952 au musée municipal. Le conservateur du musée, L. Armand-Calliat, avait supposé que le pont médiéval avait été construit à l'emplacement d'un pont romain fait de piles en pierre et de tablier en bois construit suivant le même principe que les premiers ponts romains construits à Trèves[136].
- L'hôpital de l'île Saint-Laurent, construit en 1526, ainsi que sa chapelle du XIXe siècle. Il a conservé, dans un édifice de style néoclassique, une pharmacie qui a été terminée en 1786 et a remplacé une apothicairerie du XVIIIe siècle (collection de pots en faïence de Dijon, Nevers et Paris montrant la diversité des productions bourguignonnes)[137].
- Obélisque commémoratif de la construction du canal du centre.

Ville d'art et d'histoire, Chalon-sur-Saône possède un important quartier historique avec des vieilles maisons à colombages, de nombreuses ruelles, des tours et des tourelles : Tourelle de l'impasse de la Gravière, tour du Beffroi datant du XVe siècle, en brique (cloches XVe et XVIe siècles), Tour d'enceinte de l'ancien évêché, Tour du Doyenné, hexagonale, du XVe siècle, remontée sur l'île Saint-Laurent, Tour de Saudon, à base romaine, Tour de Coco-Louvrier du XVe siècle, Tour des Lombards du XVe siècle, Tour de l'Évêché médiévale, et Tour de Marcilly. La Tour de la Chancellerie qui fut la propriété de Nicolas Rolin est aujourd'hui complètement détruite.
La ville comprend d'autres fortifications avec les bastions du XVIe siècle (Saint-Pierre et Royal) bâtis sous Henri II.

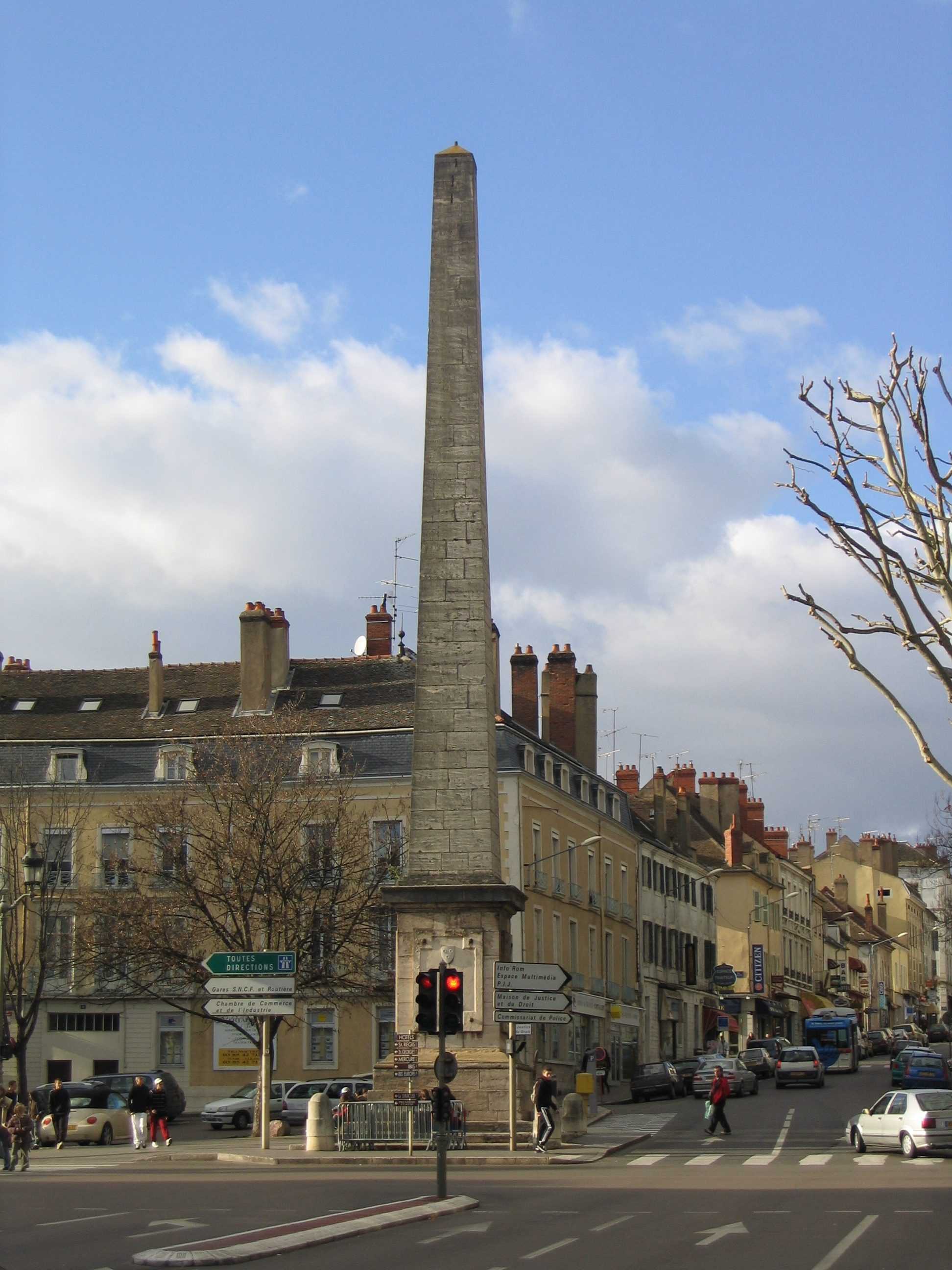
Vue de l'obélisque.
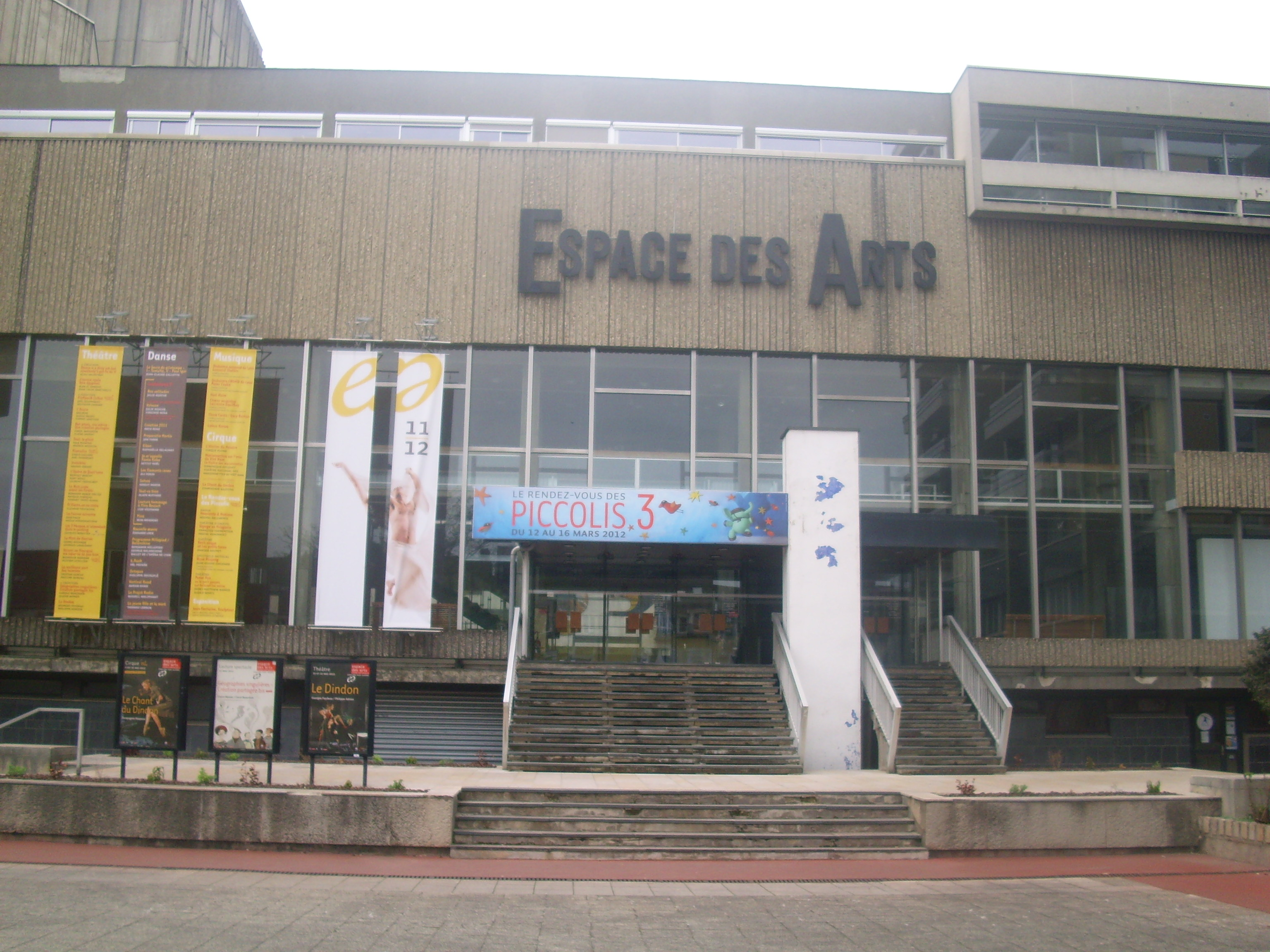
Espace des Arts.
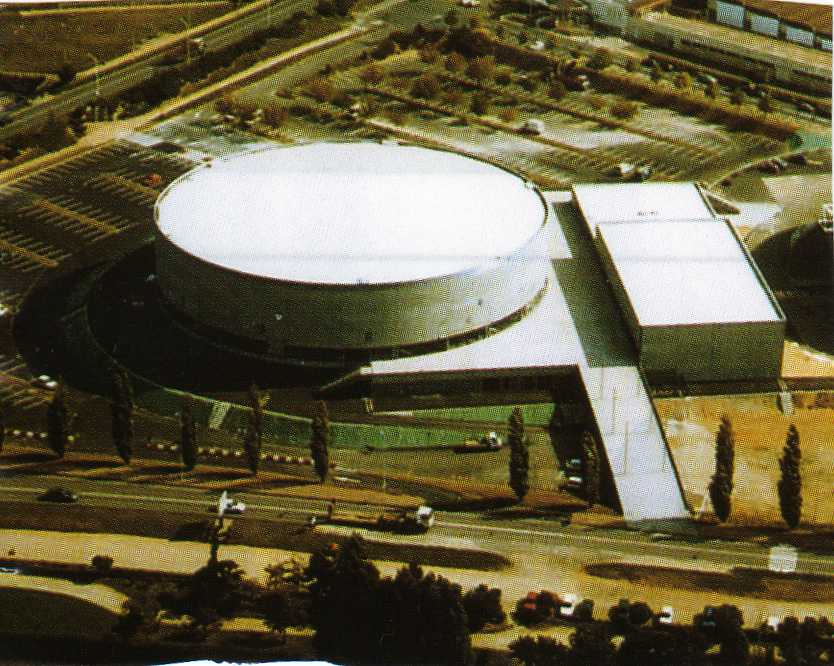
Le Colisée.

#### Monuments religieux

##### Catholiques

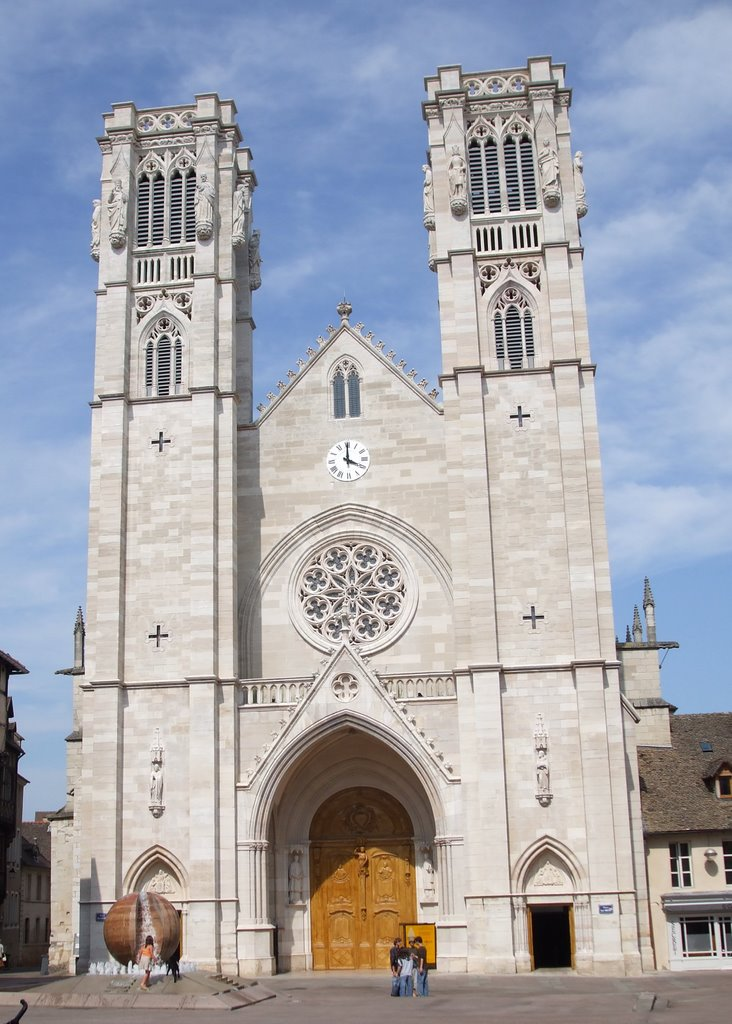
La cathédrale Saint-Vincent.

Dans la ville, en dehors des chapelles ou anciennes chapelles catholiques d'établissements scolaires ou médicaux, on trouve huit édifices affectés au culte, partagés entre trois paroisses. Avant la Révolution, la ville possédait beaucoup plus de sanctuaires et de couvents catholiques, dont beaucoup situés hors les murs, mais le patrimoine chrétien a eu beaucoup à souffrir de cette période.
- cathédrale Saint-Vincent, place Saint-Vincent. Bâtie entre 1090 et 1520, elle possède une façade néogothique datant de 1827, un cloître des XIVe et XVe siècles. On y remarque la présence de la tombe de l'évêque saint Loup de Chalon au début du VIIe siècle[139], qui a notamment donné son nom à la petite ville de Saint-Loup-de-Varennes, toute proche. Les tours contiennent deux cloches qui pèsent environ 500 kg et 1 000 kg, ainsi qu'un bourdon de 4,3 tonnes, qui actuellement ne peut plus sonner à la volée, mais seulement en tintements (notamment pour des obsèques).
- Église Saint-Pierre, place de l'Hôtel-de-Ville. L'imposante église baroque possède sept cloches : trois petites tintant les heures, et quatre grosses sonnant à la volée pour les messes, suivant le motif du Salve-Regina.
- Église néogothique Saint-Cosme, rue du 11-Novembre-1918, proche de la gare, était l'église paroissiale de l'ancienne commune de Saint-Côme, absorbée par Chalon-sur-Saône[140].
- La chapelle de la citadelle, rue Doneau. Elle est flanquée d'une tour surmontée d'une statue votive de la Vierge Marie, élevée en remerciement à la Sainte Vierge pour avoir protégé la ville des Prussiens en 1870, exauçant ainsi un vœu fait par les habitants. Une plaque apposée sur la façade rappelle également que la ville a été solennellement mise sous la protection de la Vierge en 1940. Cette chapelle est un des rares vestiges de l'ancienne abbaye Saint-Pierre de Chalon, saccagée lors des guerres de religion. Les moines sont ensuite venus s'installer du côté de l'actuelle église Saint-Pierre, place de l'Hôtel-de-Ville.
- Abbaye Saint-Pierre de Chalon-sur-Saône.
- Église du Sacré-Cœur, 115 rue de la Verrerie. Inaugurée en 1911, elle a été rénovée en 2015. Elle dispose de trois cloches dont une seule sonne régulièrement en volée manuelle pour les offices[141].
- Église Saint-Jean-de-Vignes, rue du Four-des-Chênes. Église paroissiale de l'ancienne commune de Saint-Jean-des-Vignes, absorbée par Chalon-sur-Saône[Note 10].
- Église Notre-Dame-de-Lumière, 7 rue André Chénier. Inaugurée en 1966, elle est l’œuvre de l'architecte Pierre-Alphonse Fournier[142].
- Église Saint-Paul, 11 rue Winston-Churchill, dans le quartier des Prés-Saint-Jean.
- Chapelle de la Colombière, 72 rue d'Autun, construite en béton armé brut en 1928-1929 (pour l'école La Colombière) d'après des plans de l'architecte Auguste Perret, ornée de vitraux colorés de Marguerite Huré (1895-1967)[143].
- Cloître capitulaire de Saint-Vincent.
- Ancienne chapelle du carmel, rue de la Motte.
- Ancienne chapelle des carmes, rue de Lyon.
- Ancienne chapelle du couvent des Ursulines, place de l'Hôtel-de-Ville.
- Chapelle de l'institut Saint-Dominique, rue du Professeur-Leriche.
- Ancienne chapelle du lycée Émiland Gauthey, rue de Belfort.
- Ancienne église des templiers, rue du Temple.
- Chapelle de l'hôpital, rue Édmé-Vadot sur l'île Saint-Laurent.

La ville de Chalon accueille aussi La maîtrise de la cathédrale qui se produit régulièrement en concert ou lors de célébrations.

##### Protestants
- Le temple de l'Église réformée de France, aujourd'hui Église Protestante Unie, qui regroupe les paroissiens de Chalon, Tournus, et des environs, situé rue Carnot, fut édifié entre 1838 et 1839 à l'emplacement d'un ancien cimetière réformé utilisé entre 1600 et 1770. Son architecture est de style néo-classique.
- Il existe également à Chalon une église évangélique protestante, rue Gauthey, une église évangélique, rue Philibert-Léon-Couturier : ce dernier est aussi un espace culturel consacré aux arts bibliques, un centre évangélique, rue de Dijon et une assemblée chrétienne, place Saint-Laurent.

##### Orthodoxe
- La ville dispose d'une chapelle orthodoxe Saint Césaire et Saint-Marcel du patriarcat de Serbie, située rue du Rempart-Saint-Vincent.

##### Autres
- L'Église de Jésus-Christ des saints des derniers jours possède son église rue de la Motte.

##### Mosquées
- Le Centre culturel islamique El-Fath est installé rue Edgar-Quinet ;
- La mosquée Es-Salam, rue de Bourgogne ;
- La mosquée du Savoir, au centre commercial du Stade.

##### Synagogue
- La Synagogue de Chalon-sur-Saône se trouve rue de Germigny.

##### Autre chrétienne
- Salle du royaume des témoins de Jéhovah, rue Racine.

#### Musées
La ville possède trois musées :

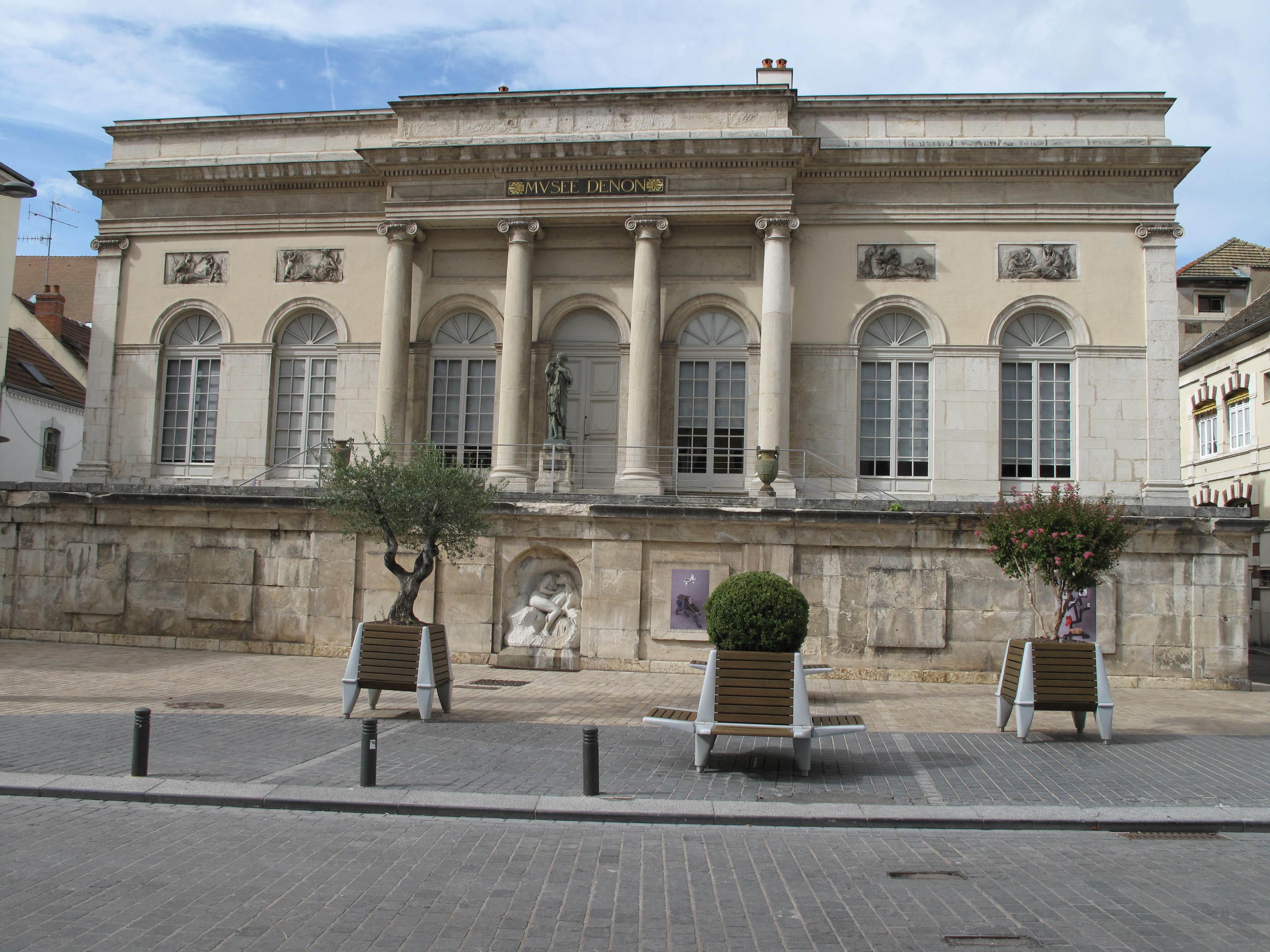
Musée Vivant-Denon.

- le musée Nicéphore-Niépce. Situé dans l'ancien hôtel des Messageries royales. Depuis 2000, le musée présente des photographies contemporaines ;
- le musée Denon (figure marquante du monde des arts à la fin de l'Ancien Régime). Il se situe sur la place de l'Hôtel-de-Ville de Chalon-sur-Saône ;
- le musée du Souvenir du combattant, consacré aux souvenirs des guerres afin de préserver la mémoire. Il est situé dans la chapelle des Templiers.

### Espaces verts
Le plus grand espace vert de la ville se nomme la roseraie Saint-Nicolas. Le parc Georges-Nouelle et le square Chabas sont deux autres endroits verts à Chalon-sur-Saône. En projet, une coulée verte le long de l'avenue Niépce là où était envisagé le passage du BHNS.
En 2007 la ville a été récompensée par trois fleurs au concours des villes et villages fleuris.

### Personnalités liées à la commune

#### Avant 1000
- Césaire d'Arles (470-543), moine ;

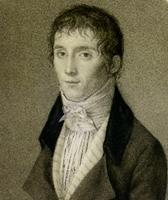
Joseph Nicéphore Niépce.

- Gontran (545-592), roi mérovingien ;
- Saint Arey, évêque de Gap de 579 à 614, y est né.

#### 1000
- Abélard (1079-1142), théologien.

#### 1500
- Philibert Guide (1535-1595), poète et protestant ;
- Antoine de Reinçon (sic[145]) (Antonio Rincon), baron de Germolles, diplomate, ambassadeur ;
- Pontus de Tyard (1521-1605), poète de l'école lyonnaise, promu évêque en 1578 ;
- Maximilian Guilliaud (v.1522 - 1597), compositeur, théoricien, chanoine théologien ;
- Claude-Enoch Virey (1566-1636), maire de Chalon à cinq reprises entre 1627 et 1634, qui se fit construire en 1612 un hôtel particulier devenu, en 1860, la sous-préfecture[146] ;

#### 1600
- Nicolas Chalon du Blé (1652-1730), militaire ;

#### 1700
- Jean-Baptiste Sancy (1725-1797), avocat, juge châtelain de Germolles, député du tiers aux Etats généraux de 1789 ;
- Joseph Touchemoulin (1727-1801), musicien et compositeur ;
- Philibert Genetet, (1727-1797), né à Chalon-sur-Saône, député du clergé du bailliage de Chalon-sur-Saône aux États généraux de 1789.
- Émiland Gauthey, y est né en 1732 et mort à Paris en 1806, ingénieur civil et architecte, à qui on doit entre autres l'aménagement de la ville (théâtre, pont Saint-Laurent, obélisque…) et la réalisation du Canal du centre de Digoin à Chalon ;
- Dominique Vivant Denon (1747 à Givry, 1825 à Paris), grand maître des arts, diplomate sous Napoléon ;
- Antoine Marie Paccard (1748-1826), homme politique, député du tiers état en 1789 ;
- Léopold Prosper Philibert Sionville (1748-1808), général français de la Révolution et de l'Empire ;
- Antoine François Poncet de La Cour de Maupas (1750-1825), général français de la Révolution et de l'Empire ;
- Jacques-Philibert Burignot de Varenne (1751-1842), homme politique, député de la noblesse aux États généraux de 1789 ;
- Jacques Mathias (1752-1820), avocat et homme politique né à Chalon-sur-Saône, député du Tiers-Etat.
- Charles Millard (1754-1825), homme politique né à Chalon-sur-Saône, député de Saône-et-Loire.
- Charles Sancy (1758-1830), avocat, magistrat et homme politique, député suppléant du tiers aux États généraux, maire de Chalon-sur-Saône (1799) ;
- Patrice Gabriel Bernard de Montessus de Rully (1761-1831), général et homme politique né à Chalon-sur-Saône, député de la noblesse aux États généraux de 1789.
- Pierre Poinsot de Chansac (1764-1833), général français de la Révolution et de l'Empire ;
- Joseph Nicéphore Niépce né à Chalon-sur-Saône (1765-1833), inventeur de la photographie et du pyréolophore, premier moteur à combustion interne[147] ;
- André Jullien (1766-1832), œnologue ;
- Jean François Simonnot (1768-1841), homme politique, député en 1815, représentant à la Chambre des Cent-Jours ;
- Jacques Étienne Caumartin (1769-1815), industriel et député ;
- Jean-Baptiste Leschenault de La Tour (1773-1826), botaniste et ornithologue français ;
- David François Etienne Pierre Laurent Niépce (1781-1869), né le 12 septembre à Chalon-sur-Saône, mort le 28 janvier 1869 à Sennecey-le-Grand, colonel de la Révolution et de l'Empire, maire de Sennecey-le-Grand et conseiller général du canton, cousin de Nicéphore Niépce ;
- Louis-Vivant Lagneau (1781-1867), chirurgien militaire des campagnes napoléoniennes, médecin vénérologue ;
- Fortuné Joseph Petiot-Groffier (1788-1855), industriel, député et pionnier de la photographie ;
- Édouard Burignot de Varenne (1795-1873), diplomate et homme politique, député de Saône-et-Loire.

#### 1800
- Joseph Bard (1805-1861), écrivain beaunois ;
- Jean-Baptiste Bressant, acteur de théâtre français (1815-1886), y naquit le 23 octobre 1815 ;
- Henri Prosper Alfred Destailleur (1816-1901), conservateur du Musée communal ;
- Marguerite Boucicaut (1816-1887) née Guérin à Verjux et décédée à Cannes. Bienfaitrice. Créatrice du Bon Marché à Paris. Pour la ville, le legs Boucicaut permet la construction d'un établissement situé au no 136 de l'avenue Boucicaut : inauguré le 15 février 1898, il a par la suite été transformé en maternité, celle-ci est rattachée aujourd'hui au groupe hospitalier de la ville[148] ;
- Jules Chevrier (1816-1883), conseiller municipal, 1er adjoint, graveur, archéologue ;
- Charles Boysset (1817-1901), homme politique, député de Saône-et-Loire, maire de Chalon-sur-Saône ;
- Pierre Trémaux (1818-1895), architecte (second Prix de Rome), orientaliste et photographe ;
- Alfred Mathey (1819-1892), avocat, préfet sous la Deuxième République, homme politique  et sénateur ;
- Auguste Henri Jacob (1828-1913), guérisseur ;
- Léon-Vivant Moissenet (1831-1906), polytechnicien, ingénieur des mines de Paris ;
- Gabriel Magnien (1836-1914), homme politique, député de Saône-et-Loire ;
- Just de Bretenières (1838-1866), prêtre missionnaire, martyr de Corée canonisé en 1984 ;
- Fernand Thesmar (1843-1915), peintre et maître émailleur, né dans cette ville ;
- Édouard Benjamin Baillaud (1848-1934), astronome français, créateur de l'observatoire du Pic du Midi ;
- Eugène Genet (1850-1904), homme politique né à Chalon-sur-Saône, maire de Condrieu, député du Rhône.
- Laurent Thiery (1852-1937), homme politique né à Chalon-sur-Saône, sénateur du Territoire-de-Belfort de 1912 à 1927.
- Philippe Martinon (1859-1917), grammairien et linguiste français, y est né ;
- Émile Mauchamp (1870-1907), médecin français assassiné au Maroc ;
- Omer Letorey (1873-1938), compositeur de musique, Premier Grand Prix de Rome en 1895 ;
- Léon Deshairs (1874-1967), historien de l'art, écrivain et dessinateur ;
- Georges Bugnet (1879-1981), journaliste et écrivain ;
- Jean Duverne (1880-1956), prêtre, musicien et fondateur de nombreuses œuvres sociales chalonnaises ;
- Léon Gambey (1883-1914), artiste né dans cette ville, tué au combat en 1914 ;
- Georges Nouelle (1887-1966), homme politique (SFIO) et maire de 1926 à 1946 et de 1952 à 1965 ;

#### 1900
- Charles Lacheroy (1906-2005), militaire ;
- Maurice Copreaux (1908-1995), graveur ;
- Madeleine Wagner (1910-2002), peintre et professeure, y est née ;
- Auguste Lecœur (1911-1992), homme politique du Nord, mort à Chalon-sur-Saône ;
- Georges Pâques (1914-1993), haut fonctionnaire, espion ;
- Claude Rochat (1917-2009) alias Commandant Guillaume, responsable de l'Armée secrète en Saône-et-Loire, sous-préfet de Chalon à la Libération ;
- Roger Marchi (1919-1946), as français de la Seconde Guerre mondiale, y est né le 26 juillet 1919 ;
- Roger Grosjean (1920-1975), espion, archéologue ;
- Jean Monneret (1922-2025), peintre, président fondateur de la Fondation des Salons historiques du Grand Palais (Paris) ;
- Michel Bouillot (1929-2007), artiste et écrivain ;
- Alexandre Bonnier (1932-1992), artiste peintre y est né ;
- Mark di Suvero (1933-), sculpteur américain du mouvement expressionnisme abstrait ayant vécu à Chalon et continuant à y résider ;
- André Fort (1935-), évêque ;
- Pef (1939-), auteur et illustrateur pour la jeunesse ;
- Roland Carraz (1943-1999), homme politique (PS puis MDC) et maire de Chenôve de 1983 à 1999 ;
- Dominique Perben (1945-), homme politique (RPR puis UMP), ancien garde des Sceaux, maire de Chalon-sur-Saône de 1983 à 2002 ;
- Gérard Collomb (1947-2023), homme politique (PS), maire de Lyon de 2001 à 2020 ;
- Jean-Pierre Adams (1948-2021), footballeur ;
- Alain Longet (1950- ), meilleur ouvrier de France, artiste sculpteur et peintre ;
- Antoine Volodine (1950-), écrivain ;
- André Coupat (1951-), champion du monde d'aviron en 1975, 1976 et 1977, ancien président de la communauté de communes du Sud de la Côte chalonnaise (CCSCC) ;
- Françoise Branget (1953-), femme politique (UMP), députée du Doubs de 2004 à 2012 ;
- Dominique Juillot (1954-), président de l'Élan Chalon et homme politique (UMP), médaillé de la ville de Chalon[149] ;
- Michel Verjux (1956-), artiste contemporain ;
- Gregor Beugnot (1957-), entraîneur de basket-ball de l'Elan Chalon, médaillé de la ville de Chalon[149] ;
- Patrick Rey (1959-), footballeur, a vécu plusieurs années à Chalon dans le quartier de la Fontaine aux Loups[150] ;
- Florent Pagny (1961-), chanteur ;
- Arnaud Montebourg (1962-), ancien ministre du Redressement productif, ancien député de la sixième circonscription de Saône-et-Loire et ancien président du conseil général de Saône-et-Loire ;
- Rachida Dati (1965-), femme politique (UMP), ancienne Garde des Sceaux, députée européenne, Ministre de la culture ;
- Claudine Loquen (1965-), peintre, sculptrice, illustratrice, a vécu à Chalon-sur-Saône, cité Saint-Jean-des-Vignes (de 1971 à 1976). Elle y fut scolarisée à l'école Saint-Exupéry puis à l'école Anne-Franck[151] ;
- Christophe Sirugue (1966-), homme politique (PS), maire de Chalon-sur-Saône de 2008 à 2014, député ;
- Valérie Couteron (1967-), photographe indépendante née à Chalon-sur-Saône ;
- Adrien Hardy (1978-), médaillé d'or d'aviron (en deux de couple) aux Jeux olympiques d'été de 2004, champion du Monde en 2003 et 2006, champion d'Europe en 2008 ;
- Steed Tchicamboud (1981-), joueur de basket-ball de l'Elan Chalon, médaillé de la ville de Chalon[149] ;
- Blake Schilb (1983-), joueur de basket-ball de l'Elan Chalon, médaillé de la ville de Chalon[149] ;
- Steeve Guénot (1985-), médaillé d'or en lutte gréco-romaine dans la catégorie des moins de 66 kg aux Jeux olympiques d'été de 2008 ;
- Eloi Spinnler (1994-), chef cuisinier français.

### Vie militaire
Liste des unités militaires ayant tenu garnison à Chalon-sur-Saône :
- 56e régiment d'infanterie, avant 1906-1914 ;
- 134e régiment d'infanterie, 1939-1940 ;
- 711e compagnie militaire des essences de (…) à (1973).

La Caserne militaire Carnot accueille la Base pétrolière interarmées (BPIA), rattachée au Service de l'énergie opérationnelle (SEO, ex SEA).
La Compagnie de gendarmerie de Chalon-sur-Saône, siège du commandement de la gendarmerie pour l’arrondissement de Chalon-sur-Saône, est installée rue Georges-Lapierre depuis 1991.

### Films tournés dans la ville
- La Bataille du rail (1946) de René Clément, consacré aux résistants pendant la Seconde Guerre mondiale : le film est tourné et se déroule à Chalon-sur-Saône.
- Trois Huit (2001) de Philippe Le Guay : le film est tourné essentiellement à l'usine de bouteilles Saint-Gobain.
- Quelques heures de printemps (2012) de Stéphane Brizé, avec Vincent Lindon et Hélène Vincent. Film abordant le sujet de la fin de vie présentant des scènes au quartier du Clair Logis
- Jusqu'à la garde (2017) de Xavier Legrand, avec Léa Drucker, Denis Ménochet, Thomas Gioria. On reconnaît la gare de Chalon, la rue de Novarra et le quartier des Prés Saint Jean.
- 100 Millions ! (2025) de Nath Dumont, avec Kad Merad[152],[153].

### Héraldique
| Blason de Chalon-sur-Saône | Blason  | D'azur à trois annelets d'or ; à la champagne cousue* de gueules, chargée d'une croix de la Légion d'honneur au naturel. Ornements extérieursLégion d'honneur Croix de guerre 1939-1945 |
| Blason de Chalon-sur-Saône | Détails | * Ces armes emploient le terme « cousu » dans le seul but de contrevenir à la règle de contrariété des couleurs : elles sont fautives (gueules sur azur). Armes historiques de la ville (cf. alias), où les annelets symboliseraient les trois rangs de briques de l'enceinte gallo-romaine de Cavillonum, auxquelles fut ajoutée la Légion d'honneur remise par Napoléon Ier le 22 mai 1815. Accordées par lettres patentes de Louis-Philippe Ier le 6 septembre 1831. |
| Blason de Chalon-sur-Saône | Alias   | D'azur à trois annelets d'or. Armes historiques de la ville, attestées dès le XIIIe siècle et adoptées le 22 avril 1698. |